# Werkstatt für behinderte Menschen

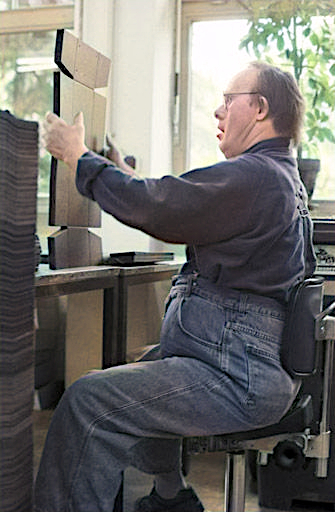
Ein Mann mit Down-Syndrom arbeitet in einer „Werkstatt für Behinderte“, 1994

Eine Werkstatt für behinderte Menschen (offizielle Abkürzung WfbM, früher auch „beschützende Werkstatt“, heute auch „Förderwerkstatt“ oder „Werkstatt für angepasste Arbeit“) ist eine Einrichtung zur „Eingliederung“ bzw. Integration von Menschen mit Behinderung in das Arbeitsleben in Deutschland („Berufliche Rehabilitation“, siehe Eingliederungshilfe).
In Deutschland sind entsprechenden Einrichtungen in der Bundesarbeitsgemeinschaft Werkstätten für behinderte Menschen (BAG:WfbM) organisiert, auf europäischer Ebene besteht die European Association of service providers for persons with disabilities (Europäische Vereinigung der Dienstleister für Menschen mit Behinderungen, EASPD).

## Geschichte

### Bis 1933
Unter dem Motto: „Arbeit statt Almosen“ ließ Friedrich von Bodelschwingh der Ältere ab 1898 Kolonistenhöfe in der Senne, in Freistatt und in Hoffnungstal-Lobetal errichten. Zielgruppe waren zunächst „Nichtsesshafte“. Noch vor seinem Tod (1910) veranlasste von Bodelschwingh die Gründung von Arbeitsstätten speziell für Menschen mit Behinderung. Die Werkstätten für behinderte Menschen der Von Bodelschwinghschen Anstalten Bethel in Bielefeld-Gadderbaum gelten als älteste Werkstätten für Menschen mit Behinderung in Deutschland.

### 1933 bis 1945
Bodelschwinghs Konzept konnte in der Zeit des Nationalsozialismus in Deutschland nicht weitergeführt werden. Stattdessen wurde seine Zielgruppe als „lebensunwertes Leben“ eingestuft und sollte im Rahmen der Aktion T4 systematisch ermordet werden.

### 1945 bis 1960
Vorläufer von Einrichtungen, die heute Werkstatt für behinderte Menschen genannt werden, wurden nach dem Zweiten Weltkrieg Beschützende Werkstätten oder Geschützte Werkstätten genannt. Noch 1962 herrschte unter führenden Vertretern der Bundesvereinigung Lebenshilfe die Ansicht vor, Menschen mit Behinderung „sollten geschützt werden gegen den rauen Wind der Wirtschaft“.

### 1961 bis 1973
In das Bundessozialhilfegesetz (BSHG) wurde 1961 der Begriff Werkstatt für Behinderte (WfB) eingeführt, durch den erstmals ein verbindliches Regelwerk für die so bezeichneten Einrichtungen aufgestellt wurde.

### 1974 bis 2016
1974 verabschiedete der Deutsche Bundestag für die Bevölkerungsgruppe in den Werkstätten, der „mehrheitlich und zeitlebens keine Erwerbstätigkeit angeboten wird“, eine im Wesentlichen bis heute gültige Werkstattkonzeption.
Nach der Unterzeichnung des Übereinkommens über die Rechte von Menschen mit Behinderungen der Vereinten Nationen durch Deutschland im Jahr 2009 haben die Forderungen in Art. 27 des Übereinkommens hier den Rang von Menschenrechten. Wesentlich für Werkstätten und ihre Beschäftigten ist die Aussage: „Die Vertragsstaaten anerkennen das gleiche Recht von Menschen mit Behinderungen auf Arbeit; dies beinhaltet das Recht auf die Möglichkeit, den Lebensunterhalt durch Arbeit zu verdienen, die in einem offenen, integrativen [englische Fassung: ‚inclusive‘]‚ und für Menschen mit Behinderungen zugänglichen Arbeitsmarkt und Arbeitsumfeld frei gewählt oder angenommen wird.“ In der Folge gibt es immer wieder Mahnungen, dass Werkstätten für behinderte Menschen entweder aufgelöst oder so umgebaut werden sollen, dass sie den Vorgaben des Übereinkommens gerecht werden.

### 2017 bis 2019
Die Bezeichnung Werkstatt für behinderte Menschen (WfbM) ist seit dem 1. Juli 2001 durch das Neunte Buch Sozialgesetzbuch (SGB IX) gesetzlich verbindlich in § 136, seit 2018 in § 219 SGB IX geregelt.
In dem 2016 verabschiedeten Bundesteilhabegesetz wird – von einigen Nuancen abgesehen – ein nahezu unveränderter Fortbestand der WfbM in ihrer herkömmlichen Form rechtsverbindlich verankert.

### Seit 2019
Im Jahr 2019 forderte der Deutsche Bundestag die Bundesregierung auf, „innerhalb von vier Jahren zu prüfen, wie ein transparentes, nachhaltiges und zukunftsfähiges Entgeltsystem entwickelt werden kann“. Damit gaben bereits Angehörige der die Große Koalition tragenden Parteien den Anstoß zu einer umfassenden Werkstattreform. Einen im Auftrag des Bundesministeriums für Arbeit und Soziales erarbeiteten Zwischenbericht „Studie zu einem transparenten, nachhaltigen und zukunftsfähigen Entgeltsystem für Menschen mit Behinderungen in Werkstätten für behinderte Menschen und deren Perspektiven auf dem allgemeinen Arbeitsmarkt“ legten das Institut für Sozialforschung und Gesellschaftspolitik (ISG) und das Institut für angewandte Sozialwissenschaft (infas) in Zusammenarbeit mit Arnold Pracht und Felix Welti im Juni 2021 dem BMAS vor. Im September 2022 folgte ein zweiter Zwischenbericht. Den Abschlussbericht veröffentlichte das Bundesministerium für Arbeit und Soziales im September 2023. In Abschnitt 6.3 der Studie stellt das BMAS „Alternative Vergütungsmodelle“ für Personen vor, die in der WfbM verbleiben bzw. neu in sie eintreten. Mit dem Thema „Beschäftigung auf dem allgemeinen Arbeitsmarkt“ beschäftigt es sich in Abschnitt 4.
In den Abschlussbericht flossen Gedanken ein, die der Autorengruppe seit 2019 vorgelegt worden waren. So hatte im Juni 2022 die BAG WfbM ein erstes Arbeitspapier zur Reform des Entgeltsystems in Werkstätten veröffentlicht. Zwei Arbeitsgruppen innerhalb der BAG WfbM legten der Öffentlichkeit zwei Vorschläge vor, und zwar das Modell „Grundeinkommen für Werkstattbeschäftigte“ und das Modell „Arbeitnehmerstatus mit Teilhabeanspruch“. „Werkstatträte Deutschland e. V“, die bundesweite Interessenvertretung der Beschäftigten in Werkstätten für behinderte Menschen (WfbM) fordert die Einführung eines „Basisgeldes zur Gleichstellung dauerhaft voll erwerbsgeminderter Menschen“.
Als Hauptproblem für die Umsetzung der Werkstattreform bewertete im Januar 2019 der Diplom-Psychologe Dieter Basener die „Sogwirkung“, die von Werkstätten ausgehe, indem (ohne Schutzmechanismen) „dauerhaft von Arbeitslosigkeit bedrohte Menschen nur hier ein Anrecht auf Arbeit genießen, eine Kündigung nahezu ausgeschlossen ist, hohe finanzielle Aufwendungen in das System fließen und eine Beschäftigung in der WfbM mit Vorteilen verbunden ist, die außerhalb der WfbM nicht gewährt werden.“
Im Februar 2020 änderte die Landesarbeitsgemeinschaft Werkstätten für behinderte Menschen (WfbM) in Niedersachsen ihren Namen in Landesarbeitsgemeinschaft Arbeit | Bildung | Teilhabe Niedersachsen. Der neue Name soll zum Ausdruck bringen, dass die LAG sich schon seit längerem nicht mehr nur als Interessensvertretung von Werkstätten für behinderte Menschen (WfbM) versteht, sondern sich im weiten Sinne für die Teilhabe am Arbeitsleben von Menschen mit Behinderung aktiv engagiert. Die LAG nennt seit 2020 die Klientel, in deren Namen sie auftritt, konsequent Menschen mit Beeinträchtigung.
Nach der Aufhebung aller COVID-19-bedingten Beschränkungen der Arbeit in Werkstätten für behinderte Menschen im März 2023 (siehe den folgenden Unterabschnitt) knüpfte die Arbeit in ihnen einstweilen an die Bedingungen an, die bis zum März 2020 gegeben waren, da Pläne für eine Werkstattreform erst im Stadium der Vorplanungen waren. Die Monitoring-Stelle der UN-Behindertenrechtskonvention kritisierte im Juli 2023 die von ihr beobachtete „unveränderte, auch in den letzten Jahren wiederholt geäußerte grundsätzliche Positionierung der Bundesregierung, wonach WfbM Teil eines inklusiven Arbeitsmarktes im Sinne von Artikel 27 UN-BRK seien“.

#### Ausnahmesituation: Zeit der COVID-19-Pandemie (2020 bis 2023)
Im Kontext der COVID-19-Pandemie in Deutschland wurde im März 2020 durch Verfügungen der zuständigen Länder den meisten WfbM-Beschäftigten das Betreten „ihrer“ WfbM verboten. Beschäftigten wurde nur die Arbeit in Notgruppen erlaubt, und nicht zu Ende geführte Arbeitsaufträge wurden von Mitarbeitern der WfbM und von Hilfskräften ohne die Bescheinigung einer Schwerbehinderung ausgeführt. Das pauschale Betretungsverbot wurde im Mai 2020 aufgehoben. An seine Stelle standen Vorkehrungen, die in besonderem Maße die Einhaltung der „AHA-Regel“ (Abstand halten, auf Hygiene achten, Alltagsmaske tragen) gewährleisten sollten.
Im „Ärzteblatt“ wurde im Juni 2020 die weit verbreitete Haltung kritisiert, man müsse die Betreuten in Einrichtungen der Behindertenhilfe (also auch in den Werkstätten für behinderte Menschen) ähnlich rigoros schützen wie Bewohner von Alten- und Pflegeheimen. Zwar habe der durchschnittliche Mensch mit einer „geistigen Behinderung“ eine um zwölf Jahre verkürzte Lebenserwartung, sein Risiko, an COVID-19 zu sterben, sei aber deutlich geringer als das eines 75-Jährigen oder Älteren. Es seien „insbesondere die existenziellen Bedürfnisse nach Kontakt und gemeinsamer Zeit mit engen Vertrauenspersonen sowie das Recht auf Teilhabe in allen Lebensbereichen zu berücksichtigen.“
Der „Stufenplan der Ständigen Impfkommission (STIKO) zur Priorisierung der COVID-19-Impfung“ ging allerdings im Februar 2021 davon aus, dass zumindest Menschen mit Down-Syndrom durchweg so gefährdet seien, dass sie einen Anspruch darauf hätten, gemeinsam mit „Personen im Alter von 75–79 Jahren“ bereits in „Stufe 2“ gegen COVID-19 geimpft zu werden.
Beschäftigte in einer WfbM haben kein Anrecht auf Arbeitslosen- oder Kurzarbeitergeld. Solche Leistungen nach dem SGB III stehen nur Personen zu, die als „Erwerbsfähige“ einen Arbeitnehmerstatus haben. Das gilt auch für – durchweg nicht arbeitslosenversicherte – arbeitnehmerähnliche Personen, die auf einem Außenarbeitsplatz tätig sind. Zunächst hatte es den Anschein, dass diese Personen wie auch die von einer Werkstattschließung Betroffenen, für die Zeit der Schließung auf Lohnzahlungen, aber auch auf Lohnersatzleistungen würden verzichten müssen. Allerdings bewertete es die Bundesregierung als „nicht angemessen“, wenn diese Konsequenz tatsächlich einträte. Sie ermöglichte es im Juli 2020 den Integrationsämtern, entsprechende Entgeltausfälle rückwirkend zum 1. März 2020 aus den ihnen zustehenden Mitteln der Ausgleichsabgabe zu kompensieren. Antragsberechtigt waren die Werkstätten.

## Statistik
Seit 2011 verringert sich die Zahl der Neuaufnahmen. Die Belegung im Eingangsverfahren plus Berufsbildungsbereich sank von über 34.000 (2011) auf 26.370 im Jahr 2024.
2012 betrug die Anzahl der WfbM deutschlandweit 682, mit 2750 Standorten, diese beschäftigen 310.000 Personen, 260.000 im Arbeitsbereich, 30.000 im Berufsbildungsbereich, 17.000 im Förderbereich. Darüber hinaus gibt es ca. 5.000 „werkstattberechtigte Menschen“, die nicht in WfbM beschäftigt sind. Ferner gibt es Menschen, die eine Tagesförderstätte besuchen (sie gelten als „nicht-werkstattfähig“) (Stand 2015).
2017 waren 275.110 Menschen mit Behinderung in einer Werkstatt für Menschen mit Behinderungen beschäftigt. Das sind je nach Bundesland 0,3 bis 0,8 % aller Personen zwischen 18 und 65 Jahren. Die Kosten lagen bei 16.592 Euro pro Person und Jahr, je nach Bundesland zwischen 12.000 und 20.000 Euro pro Person und Jahr. Das Arbeitsförderungsgeld in Höhe von 52 Euro pro Person und Monat ist darin enthalten, ebenso Fahrtkosten von durchschnittlich 150 Euro pro Person und Monat. Etwa 50 % leben im eigenen Familienverbund, 18 % in der eigenen Wohnung mit ambulanter Betreuung, 32 % im stationär betreuten Wohnen.
Die Belegung der Werkstätten wuchs bis 2019 auf ca. 318.000 Beschäftigte. Seither sinken die Belegungszahlen. Anfang 2024 lag die Belegung bei 300.804.
Aus dem gesamten Werkstatt-Pool wechseln jährlich weniger als 1 % der Beschäftigten in ein Arbeits- oder Ausbildungsverhältnis. Bezogen auf den Anteil erfolgreicher Verläufe liegt die Quote der Vermittlungen jedoch höher. Daten aus dem Bundesland Hessen begründen die Schätzung von ca. 5 %.

## Rechtliche Grundlagen
Hans-Günther Ritz, Wissenschaftlicher Mitarbeiter der Hamburger Behörde für Soziales und Familie erklärte in einem 2015 veröffentlichten Gutachten für die Friedrich-Ebert-Stiftung, dass die Frage, wie die Teilhabe von Menschen mit wesentlichen Behinderungen am Arbeitsmarkt verwirklicht werden kann, in Deutschland durch drei verschiedene Normensysteme geregelt wird: Die UN-Behindertenrechtskonvention, das Wettbewerbsrecht der EU und das deutsche Arbeits- und Sozialrecht. Die drei Normensysteme weisen verschiedene Sichtweisen auf das Thema „Teilhabe von Menschen mit Behinderung am Arbeitsleben“ auf.

### UN-Behindertenrechtskonvention
Art. 27 der UN-Behindertenrechtskonvention gebietet „das gleiche Recht von Menschen mit Behinderungen auf Arbeit.“ Diese Vorschrift empfindet der Deutsche Caritasverband als „bemerkenswert, weil alle Menschen ohne Behinderung in Deutschland einen Anspruch auf Transferleistungen und umfassende Unterstützung haben, wenn sie auf dem Arbeitsmarkt keinen Arbeitsplatz finden - aber keine Garantie für die Teilhabe am Arbeitsleben.“
Eine Schwäche des Art. 27 sieht Hans-Günther Ritz darin, dass der Begriff „Arbeit“ in der UN-Konvention nicht trennscharf definiert sei. Deshalb bedürfe der Begriff der Präzisierung durch nationales Recht.
Clarissa von Drygalski und Felix Welti beschäftigten sich 2023 mit der Frage, ob eine „geschützte Beschäftigung“ (in diese Kategorie fallen WfbM in Deutschland) mit Art. 27 der UN-Behindertenrechtskonvention vereinbar sei. Die Autoren geben zu bedenken, dass es nicht im Interesse der Fachkommission sein könne, wenn das Bemühen um „Totalinklusion“ (ausschließlich auf dem ersten Arbeitsmarkt) zu einer „Totalexklusion“ (in Form von Dauerarbeitslosigkeit von Personen, die Arbeitnehmer werden sollen) führten, mit dem Ergebnis, dass es für die betreffenden Personen de facto keine Teilhabe am Arbeitsleben gebe. Im Rahmen der systematischen Auslegung und nach Sinn und Zweck der Konvention gehen Drygalski und Welti davon aus, dass man angesichts der Formulierung „Arbeit und Beschäftigung“ in Art. 27 UN-BRK von einem erweiterten Arbeitsbegriff ausgehen müsse, der „auch die Arbeit in geschützten Beschäftigungsverhältnissen umfassen“ könne. Bei den Behindertenwerkstätten solle es sich nach Aussagen des Hohen Kommissars der Vereinten Nationen für Menschenrechte in seiner Thematischen Studie zu Arbeit und Beschäftigung von Menschen mit Behinderungen vom 17. Dezember 2012 „um eine Übergangserscheinung handeln, bis der allgemeine Arbeitsmarkt durch entsprechende Förderung so inklusiv, offen und zugänglich gestaltet ist, dass er allen Menschen mit Behinderungen offen steht.“

### EU-Wettbewerbsrecht
Hans-Günther Ritz stellt fest, dass die „Verordnung (EU) Nr. 651/2014 der Kommission vom 17. Juni 2014“ zur Erklärung der Vereinbarkeit bestimmter Gruppen von Beihilfen mit dem Gemeinsamen Markt im Prinzip nicht auf das „System WfbM“ anwendbar sei. Diese „Allgemeine Gruppenfreistellungsverordnung“ regelt die Zulässigkeit von Beihilfen auf dem europäischen Binnenmarkt. Sie erlaubt unter bestimmten Umständen nationale Beihilfen an Arbeitnehmer und ist auf der Grundlage des geltenden deutschen Rechts aktuell auf (ehemalige) WfbM-Beschäftigte anwendbar, die den Status der „arbeitnehmerähnlichen Person“ hinter sich lassen und den Status eines „Arbeitnehmers“ erhalten („Die AGVO gilt auch für Beihilfen für benachteiligte oder behinderte Arbeitnehmer_innen.“) oder in ein sozialversicherungspflichtiges Beschäftigungsverhältnis eintreten.

### Deutsches Verfassungsrecht
Seit 1994 ist Absatz 3 Satz 2 von Artikel 3 des Grundgesetzes für die Bundesrepublik Deutschland in Kraft. Er lautet: „Niemand darf wegen seiner Behinderung benachteiligt werden.“ Laut Sarah Elsuni und Katharina Mangoldt lässt sich hieraus nicht ableiten, dass das Grundgesetz Inklusion fordere. Arthur Limbach-Reich hingegen bewertet jeden „nur Behinderte im Unterschied zu Nichtbehinderten treffende[n] Ausschluss von Entfaltungs- und Betätigungsmöglichkeiten durch gesetzliche oder verwaltungsseitige Vorgaben“ als verbotene „Benachteiligung“ im Sinne von Art. 3 GG.

### Arbeits- und Sozialrecht

#### Deutschland
Für die Existenz und die Arbeit der Werkstätten gibt es drei wichtige sozialrechtliche Grundlagen: das Neunte Buch Sozialgesetzbuch (SGB IX), die Werkstättenverordnung (WVO) und die Werkstätten-Mitwirkungsverordnung (WMVO).
Im SGB IX ist geregelt, welche staatlichen Stellen für die Werkstätten und deren Beschäftigten zuständig sind, welche Aufgaben und Anforderungen an Werkstätten gestellt werden und welche Ansprüche die Beschäftigten erheben können. Auch die Regulierung der Kostenträger und der Geldleistungen ist hier (§§ 4 ff. SGB IX) festgelegt.
In der Werkstätten-Mitwirkungsverordnung ist geregelt, dass Werkstattbeschäftigte durch eigene Werkstatträte am Geschehen der Werkstatt beteiligt werden und welchen Einfluss sie ausüben können.
Laut Werkstättenverordnung soll eine WfbM mindestens 120 behinderten Mitarbeitern die Möglichkeit geben, Arbeit zur Teilhabe am Arbeitsleben anzubieten (§ 7 WVO) und die behinderungsbedingten Möglichkeiten des jeweiligen Werkstattbeschäftigten beachten (§§ 1 und 5 WVO). Die Werkstatt muss – sofern die Aufnahmekriterien erfüllt sind – in ihrem Einzugsgebiet alle betroffenen Menschen aufnehmen, damit eine ortsnahe Förderung stattfinden kann. Das betrifft Menschen mit mentalen, psychischen und physischen Beeinträchtigungen. Eine Ausnahme bilden Menschen, deren Leistungsfähigkeit extrem niedrig ist, die einer überdurchschnittlichen Pflege bedürfen oder von denen eine starke Fremd- oder Eigengefährdung ausgeht.
Viele Werkstätten trennen die Bereiche nach den psychischen, physischen oder mentalen Eigenarten der Menschen, um eine optimale Förderung zu gewährleisten.
Die Kosten für einen Werkstattplatz tragen die überörtlichen Sozialhilfeträger, die Berufsgenossenschaften, die Deutsche Rentenversicherung oder die Bundesagentur für Arbeit. Diese Träger fördern die Maßnahme in den ersten 27 Monaten (maximal).
Das Arbeitsrecht unterstellt als Basis von Arbeitsverhältnissen einen äquivalenten Austausch von Lohn und Leistung. Die Unfähigkeit, diese Anforderung arbeitnehmerseitig zu erfüllen, kann grundsätzlich den Arbeitgeber berechtigen, das Arbeitsverhältnis durch Kündigung zu lösen. Meist ist die Kündigung erst nach Vorliegen einiger vorgelagerter Verfahren und zusätzlicher Bedingungen zulässig (Kündigungsschutz). Das Schwerbehindertenrecht setzt bestimmte spezielle Schutzmechanismen, die auch für Menschen mit wesentlichen Behinderungen in begrenztem Umfang Hilfen geben. Allerdings wird regelmäßig eine Arbeitsleistung von mindestens 50 Prozent der marktüblichen Leistung verlangt, damit die Schutzmechanismen und Hilfen an den Arbeitgeber – auch der Minderleistungsausgleich nach § 27 SchwbAV – greifen. Ein WfbM-Beschäftigter hat demnach aufgrund des derzeit geltenden Arbeitsrechts nur dann eine dauerhafte Chance auf Arbeit im ersten Arbeitsmarkt, wenn ihm nicht wegen erheblicher „Minderleistung“ legal gekündigt wird. Die Unfähigkeit eines schwerbehinderten Menschen, die 50-Prozent-Hürde zu bewältigen (sein Mangel an „Erwerbsfähigkeit“ im Sinne des Arbeitsrechts), korreliert wiederum stark mit dem sozialrechtlichen Status des „voll erwerbsgeminderten behinderten Menschen“, der Eingangsvoraussetzung für die Aufnahme in einer WfbM ist. Der Wunsch, ohne Transferzahlungen vom Staat oder von Sozialversicherungen seinen Lebensunterhalt selbstständig erwirtschaften zu können, ist Ritz zufolge praktisch auf der Grundlage des (2015) geltenden deutschen Arbeits- und Sozialrechts für Beschäftigte in einer WfbM nicht erfüllbar. Zu den Transferleistungen gehören allerdings auch Zahlungen der Rentenversicherung wegen „voller Erwerbsminderung“ an Leistungsberechtigte. In der Regel sind Werkstattbeschäftigte nach 20 Jahren Arbeit in der WfbM zum Empfang einer Rente berechtigt. Diese kann in Verbindung mit dem nicht anzurechnenden Werkstattlohn höher sein als das Existenzminimum, das bei der Berechnung der „Grundsicherung im Alter und bei Erwerbsminderung“ festgelegt wird.
Auf ihrem Kongress vom 3. bis 5. Juni 2014 fasste die Caritas Behindertenhilfe und Psychiatrie e. V. (CBP) ihre Sicht der Rechtslage in Sachen WfbM zusammen: „Art. 27 UN-BRK fordert einen vollen Zugang zu allgemeinen Arbeitsförderungsleistungen mit Zielrichtung auf den allgemeinen Arbeitsmarkt, z. B. Einrichtungen der beruflichen Rehabilitation nach §§ 35, 136 SGB IX (einschließlich der Werkstätten für behinderte Menschen), Arbeitsassistenz (§ 102 Abs. 4 SGB IX) und Integrationsfachdienste (§ 109 SGB IX). Die Zugangsvoraussetzungen, die an die Erwerbsfähigkeit anknüpfen, erfordern eine entsprechende Anpassung. 

Viele Menschen mit Behinderung können unter den heute gegebenen rechtlichen Bedingungen des allgemeinen Arbeitsmarktes mit ihrer Tätigkeit ihren Lebensunterhalt nicht verdienen. Es ist erforderlich, dass zur Erfüllung des Art. 27 UN-BRK vor allem die Bedingungen für die Einbindung behinderter Menschen im allgemeinen Arbeitsmarkt verbessert werden. Dazu muss auf die Bereitschaft der Arbeitgeber und auf ihre wirtschaftlich darstellbaren Möglichkeiten zur Einbeziehung behinderter Menschen eingewirkt werden. Dazu sind Beratung wie aber auch Information nötig, letztere sowohl über die grundsätzlichen Möglichkeiten, vor allem aber über die Fähigkeiten der einzelnen behinderten Menschen. […] Es muss eine Option für die Teilhabe am Arbeitsleben für diejenigen behinderten Menschen geben, die wegen ihrer Behinderung und einer deswegen geminderten Leistungsfähigkeit dauerhaft keine Chance für eine Tätigkeit auf dem allgemeinen Arbeitsmarkt haben werden. Zur Sicherstellung dieses Auftrages aus Art. 26 UN-BRK ist die Werkstatt erforderlich und auch zukünftig zweckmäßig.“
Die Grundlage jeder Arbeitsbeziehung auf dem ersten Arbeitsmarkt wird laut CBP durch die UN-Konvention nicht generell in Frage gestellt: Arbeitgeber können für die Entlohnung einer Arbeitskraft eine entsprechende Leistung erwarten, und Arbeitnehmer sind verpflichtet, ihrem Arbeitgeber die erwartete Leistung zu erbringen. Änderungen von Vorschriften im Arbeits- und Sozialrecht modifizieren diese Ansprüche lediglich, z. B. indem ein Arbeitgeber für die „Minderleistung“ eines Menschen mit Behinderung eine „Entschädigung“ erhält, setzen sie aber nicht außer Kraft.

#### Europäische Union
Am 10. März 2023 nahm das Europäische Parlament einen Bericht zur Gleichbehandlung in Beschäftigung und Beruf in den Mitgliedsstaaten unter Berücksichtigung der UN-BRK und eine daraus abgeleitete Entschließung an. In Punkt 13 fordert das EP die Mitgliedsstaaten der EU auf, „die Charakteristika, die Vielfalt und die Effektivität der bestehenden geschützten Werkstätten zur Vermittlung von Kompetenzen an Menschen mit Behinderungen im Hinblick auf die Aufnahme einer Beschäftigung auf dem offenen Arbeitsmarkt gemeinsam mit Vertretern von Menschen mit Behinderungen laufend zu bewerten, dafür zu sorgen, dass diese von Rechtsrahmen erfasst und geschützt werden, die soziale Sicherheit, Arbeitsbedingungen, Mindestlöhne und das Diskriminierungsverbot umfassen, und zugleich die Bestimmungen, die nicht im Einklang mit der VN-BRK und insbesondere mit deren Artikel 27 stehen, schrittweise abzuschaffen.“ 

Es „fordert die Europäische Kommission auf, diesen Prozess zu überwachen.“ 

Das EP „weist darauf hin, dass geschützte Werkstätten für Menschen mit Behinderungen lediglich eine Option für einen befristeten Zeitraum in ihrem Arbeitsleben darstellen sollten [und] fordert die Mitgliedstaaten in diesem Zusammenhang auf, inklusive Beschäftigungsmodelle auf dem offenen Arbeitsmarkt und außerhalb geschützter Werkstätten in voller Übereinstimmung mit der VN-BRK auszuarbeiten und zu fördern.“ Das EP „betont darüber hinaus, dass Arbeitnehmern mit Behinderungen in geschützten Werkstätten zumindest die Rechte und der Status gewährt werden sollten, die den Arbeitsrechten von Menschen entsprechen, die auf dem offenen Arbeitsmarkt arbeiten[, und] fordert die Mitgliedstaaten diesbezüglich auf, die Enthospitalisierung zu beschleunigen, wirksame regionale und dezentrale Versorgungssysteme, darunter Dienste zur gesellschaftlichen Aktivierung, auf allen Ebenen der Gesellschaft bereitzustellen und eine reibungslosere Einbindung von Menschen mit Behinderungen in den Arbeitsmarkt und in die Gesellschaft insgesamt sicherzustellen“.
Der Abschlussbericht der Studie zu einem transparenten, nachhaltigen und zukunftsfähigen Entgeltsystem für Menschen mit Behinderungen in Werkstätten für behinderte Menschen und deren Perspektiven auf dem allgemeinen Arbeitsmarkt hält es für möglich, dass der Europäische Gerichtshof, vor allem dann, wenn ein deutsches Arbeitsgericht sich an ihn wenden sollte, sein Urteil vom 12. März 2015 bestätigt, nach dem die meisten Beschäftigten in beschützenden Einrichtungen als „Arbeitnehmer“ gelten müssten. Demnach hätten „die Mitgliedstaaten der EU die Pflicht, einen nationalen Anspruch auf die Geltung des Mindestlohns auch in Werkstätten zu implementieren.“

## Aufgaben von Werkstätten
Die Aufgaben der Werkstatt für behinderte Menschen sind in § 219 des SGB IX beschrieben. Dabei ist zugleich das Inklusionsgebot im Sinne des Art. 27 des Übereinkommens über die Rechte von Menschen mit Behinderungen der Vereinten Nationen zu berücksichtigen, so dass aktuell von einem „Tripelmandat“ der WfbM gesprochen wird.
Die den Mandaten zugrunde liegenden Zielvorstellungen sind teilweise einander entgegengesetzt. So setzt Wirtschaftlichkeit z. B. eigentlich voraus, dass Leistungsschwache nicht durch ihre geringe Arbeitsproduktivität allzu sehr das Betriebsergebnis beeinträchtigen, während deren Rehabilitations- und Inklusionsinteressen rigorose Exklusionsmaßnahmen, wie sie auf dem Ersten Arbeitsmarkt als „normal“ gelten, verbieten. Als „Lösung“ des Konflikts gilt der Verzicht auf Lohnhöhen, die auf dem Ersten Arbeitsmarkt, zumal nach Einführung des gesetzlichen Mindestlohns, üblich (geworden) sind. Den Hauptgrund für den Widerspruch zwischen dem Wirtschaftlichkeitsmandat einerseits und den beiden anderen Mandaten andererseits sieht Felix Welti darin, dass eine WfbM für ihre Beschäftigten sowohl eine Art „Arbeitgeber“ als auch Vermittler im Prozess der beruflichen Rehabilitation sei.

### Inklusionsmandat
Werkstätten für behinderte Menschen sollen den Übergang von Personen, die als dafür geeignet erscheinen, auf den allgemeinen Arbeitsmarkt durch Maßnahmen fördern, die als für diesen Zweck zielführend erscheinen. Zu diesem Zweck wird ihnen die Bereitstellung eines möglichst breiten Angebots an Berufsbildungs- und Arbeitsplätzen sowie von qualifiziertem Personal und einem begleitenden Dienst ermöglicht.
Aus dem Inklusionsmandat der WfbM ergeben sich auch Regelungen zur Förderung von so genannten „Außenarbeitsplätzen“. Ein Übergang in den allgemeinen Arbeitsmarkt soll durch Integrationsfachdienste (IFD gemäß § 192 SGB IX) erleichtert werden. Von einem „Außenarbeitsplatz“ spricht man, wenn ein Mensch mit Behinderung zwar in einem privatwirtschaftlichen Unternehmen arbeitet, aber den Status eines Werkstattbeschäftigten behält. Die Werkstättenverordnung regelt diese „Außenarbeitsplätze“ in § 5 Abs. 4 WVO:
„(4) Der Übergang von behinderten Menschen auf den allgemeinen Arbeitsmarkt ist durch geeignete Maßnahmen zu fördern, insbesondere auch durch die Einrichtung einer Übergangsgruppe mit besonderen Förderangeboten, Entwicklung individueller Förderpläne sowie Ermöglichung von Trainingsmaßnahmen, Betriebspraktika und durch eine zeitweise Beschäftigung auf ausgelagerten Arbeitsplätzen. Dabei hat die Werkstatt die notwendige arbeitsbegleitende Betreuung in der Übergangsphase sicherzustellen und darauf hinzuwirken, dass der zuständige Rehabilitationsträger seine Leistungen und nach dem Ausscheiden des behinderten Menschen aus der Werkstatt das Integrationsamt, gegebenenfalls unter Beteiligung eines Integrationsfachdienstes, die begleitende Hilfe im Arbeits- und Berufsleben erbringen…“
Auch die sogenannten ausgelagerten Arbeitsplätze auf dem allgemeinen Arbeitsmarkt sollen zum Zwecke des Übergangs und als dauerhaft ausgelagerte Plätze angeboten werden (§ 219 SGB IX). Allerdings sollen laut § 219 SGB IX nur „geeignete“ Personen die Chance erhalten, wieder erwerbsfähig gemacht zu werden bzw. auf Außenarbeitsplätzen tätig zu werden. Erwerbsfähigkeit wird als notwendige Bedingung für einen Erfolg auf dem allgemeinen Arbeitsmarkt vom Gesetzgeber für so selbstverständlich erachtet, dass es im Zusammenhang mit dem Komplex Arbeitsmarktferne, vor allem in den Regelungen zum SGB II, keinen ausdrücklichen Hinweis darauf gibt, dass die in einer WfbM beschäftigten erwerbsunfähigen Personen mit diesem Begriff nicht mitgemeint sind und deshalb auch nicht von neuen Maßnahmen zur Inklusion arbeitsmarktferner (erwerbsfähiger!) Personen profitieren können.

### Rehabilitationsmandat
Entsprechend der UN-Konvention muss eine WfbM eine „angemessene berufliche Bildung“ anbieten, wenn Menschen mit einer Behinderung keine andere Möglichkeit finden, zu einer solchen zu gelangen. Die Leistungs- oder Erwerbsfähigkeit der dort beschäftigten Menschen soll erhalten, entwickelt, erhöht oder wiedergewonnen werden, wobei zugleich deren Persönlichkeitsentwicklung ermöglicht werden soll (§ 219 SGB IX). Außerdem hat die Werkstatt auch eine Beschäftigung zu einem der Leistung angemessenen Arbeitsentgelt aus den Arbeitsergebnissen anzubieten. Alle bislang genannten Grundsätze ergeben sich aus dem Rehabilitationsmandat der WfbM.
Nach deutschem Arbeits- und Sozialrecht sollen Maßnahmen zur beruflichen Rehabilitation in einer WfbM bewirken, dass die Erwerbsminderung überwunden wird, die Eingangsvoraussetzung für die Beschäftigung in der WfbM war.
70 bis 90 % ihrer Erlöse erzielen Werkstätten für behinderte Menschen aus den Budgets von Rehabilitationsträgern.
WfbM Qualität Plus ist ein rehabilitationsspezifisches Qualitätsmanagementsystem für Werkstätten für behinderte Menschen. Das SGB IX fordert ein Qualitätsmanagementsystem von Werkstätten für behinderte Menschen.

### Wirtschaftlichkeitsmandat
Werkstätten für behinderte Menschen sollen nach wirtschaftlichen Grundsätzen geführt werden (= Wirtschaftlichkeitsmandat der WfbM) und dem dort Beschäftigten im Arbeitsbereich ein Entgelt zahlen. Dies beinhaltet, dass die Werkstatt auch gewerbliche und private Kunden, die Waren und Dienstleistungen bei ihr anfordern, zufriedenstellen muss, um einen entsprechenden Umsatz zu gewährleisten. Das auszuzahlende Entgelt wird aus dem Arbeitsergebnis nach Abzug einer Lohnrücklage und einer Investitionsrücklage gebildet.
Werkstätten wollen wirtschaftliche Arbeitsergebnisse anstreben, um den Beschäftigten im Arbeitsbereich ein Arbeitsentgelt zahlen zu können. Für das Selbstwertgefühl der Beschäftigten ist mit entscheidend, dass sie eine ökonomisch sinnvolle und effiziente Arbeit übernehmen. Werkstätten stützen sich häufig auf drei Standbeine: Auftragsarbeiten, Eigenproduktion und Dienstleistungen. Dies umfasst zum Beispiel Montage-, Verpackungs- und Versandaufträge für Betriebe aus Industrie, Handwerk und Handel. Viele Werkstätten verfügen über eine beträchtliche Eigenproduktion (z. B. Holzspielzeuge, kunstgewerbliche Gegenstände, Textilien oder Gartenmöbel). Zukunftsträchtig sind Angebote aus dem Bereich der EDV-Dienstleistungen. Aber auch Garten- und Landschaftspflege, Landwirtschaft, Recycling von Elektro(nik)-Altgeräten, Küchen- und Partyservice, Wäscherei, Druck und Versand von Werbemitteln, der Betrieb eines Tierparks oder einer Eissporthalle gehören zum Angebot. Aktenvernichtung, auch als Komplettservice und nach DIN-genormter Sicherheitsstufe, ist eine Stärke vieler Werkstätten. Passend dazu bieten einige Einrichtungen auch die professionelle Archivierung von Dokumenten an, die eingescannt, auf Datenträger überspielt oder auch online auf einem Server bereitgehalten werden.
Um auch große und überregionale Kunden adäquat bedienen zu können, haben sich zahlreiche Werkstätten in Form von gemeinnützigen Genossenschaften oder gemeinnützigen Gesellschaften zusammengeschlossen (z. B. GDW-Nord, GDW Hessen-Thüringen, GDW-NRW, GAV Berlin, GfA Sachsen, GDW-NBSA). Diese Gesellschaften unterstützen die Werkstätten bei der Akquise und koordinieren Großprojekte.
Viele Werkstätten nutzen heute ein Qualitätsmanagement und sind in der Auftragsabwicklung und in der Leistungserbringung gegenüber den Menschen mit Behinderung nach einer Qualitätsmanagementnorm wie beispielsweise ISO 9001:2000 zertifiziert.

## Voraussetzungen für die Aufnahme als Beschäftigter in eine WfbM
In eine Werkstatt für behinderte Menschen sollen zum Zweck der beruflichen Rehabilitation bzw. als Eingliederungshilfe Menschen als Beschäftigte aufgenommen werden, die ihrer körperlichen, geistigen oder psychischen Beeinträchtigungen oder Besonderheiten wegen nicht, noch nicht oder noch nicht wieder auf dem allgemeinen Arbeitsmarkt erwerbstätig werden können; sie haben ein Recht auf einen Werkstattplatz.

### Abgrenzung der WfbM-Beschäftigten von Erwerbsfähigen
Aufnahmevoraussetzung ist die Bescheinigung, dass bei denjenigen, die in einer WfbM beschäftigt werden sollen, eine Erwerbsminderung bzw. eine Erwerbsunfähigkeit vorliegt, sodass sie weniger als drei Stunden täglich am allgemeinen Arbeitsmarkt teilnehmen können. Die Hoffnung, dass dieser Zustand bei einigen auf einer Beeinträchtigung beruht, die nicht zu einer dauerhaften Erwerbsunfähigkeit führt, kommt darin zum Ausdruck, dass die Bundesagentur für Arbeit zu den „schwerbehinderten Menschen in Maßnahmen zur Förderung der beruflichen Rehabilitation“ nur Beschäftigte im Eingangsverfahren und Berufsbildungsbereich sowie diejenigen zählt, die einer „unterstützten Beschäftigung“ nachgehen. Bei den meisten WfbM-Beschäftigten im Arbeitsbereich besteht kein Grund zu der oben angeführten Hoffnung; deshalb zählen sie für die Bundesanstalt für Arbeit nicht zu den „Rehabilitanden“.
Es gibt unterschiedliche Interpretationen des Phänomens, dass in einigen Werkstätten vermehrt auch Menschen mit einer Lernbehinderung oder Körperbehinderung ohne das Merkmal einer geistigen Behinderung aufgenommen werden. Die überörtlichen Träger der Sozialhilfe gehen davon aus, dass zurzeit ca. fünf Prozent aller Werkstattbeschäftigten fehlplatziert seien und eigentlich auf dem ersten Arbeitsmarkt beschäftigt sein könnten. Der Behindertenverband Bundesverband evangelische Behindertenhilfe (BeB) kritisiert diese Einschätzung allerdings als „politisch motiviert gegriffene Zahl“.
Eine vom Bundesministerium für Arbeit und Soziales (BMAS) in Auftrag gegebene „ISB-Studie“ kommt dagegen zum Schluss, dass insbesondere bei der Gruppe der aufgenommenen Menschen mit Lernbehinderung ein „Zusammenhang zwischen Lernbehinderung und zusätzlicher Verhaltensauffälligkeit (…) in besonderer Weise“ zuträfe. Die daraus resultierenden Folgeprobleme und der Mangel an angemessenen Alternativmaßnahmen führe dann im Arbeitsbereich häufig zu Kostenübernahmen durch die Sozialhilfeträger, das sei kein „Automatismus zwischen Werkstatt, Arbeitsagentur und Schule mit dem Förderschwerpunkt Lernen“.

### Abgrenzung der WfbM-Beschäftigten von schwerst- und „mehrfachbehinderten“ Menschen
Absatz 2 von § 219 SGB IX bestimmt, dass Menschen mit einer Behinderung nur dann in eine WfbM aufgenommen werden dürfen, wenn sie „spätestens nach Teilnahme an Maßnahmen im Berufsbildungsbereich wenigstens ein Mindestmaß wirtschaftlich verwertbarer Arbeitsleistung erbringen werden.“ Das ermöglicht eine Zurückweisung derjenigen, auf die dieses Kriterium nicht zutrifft. Für diesen Personenkreis wurden teils „Tagesförderstätten“, teils eigene Gruppen eingerichtet, die (im Gegensatz zum „Arbeitsbereich“ als „Förder- und Betreuungsbereich“) in Werkstätten für behinderte Menschen integriert sind.

## Rechtsstatus von Werkstatt-Beschäftigten und dessen Folgen
Beschäftigte in einer WfbM gelten sozialrechtlich im Gegensatz zu den vom Träger der Einrichtung angestellten Bildungsbegleitern, Gruppenleitern usw. nicht als Arbeitnehmer. Sie haben einen arbeitnehmerähnlichen Rechtsstatus. Den Begriff konkretisiert Hans-Günther Ritz folgendermaßen: „In der Werkstatt wird ‚richtig‘ gearbeitet, d. h. die Mitarbeiter_innen produzieren Werte wie alle ‚normalen‘ Produzent_innen auch. Arbeit in der WfbM ist Arbeit und keine Beschäftigungstherapie. Obwohl sie für den Markt produziert, hat die Werkstatt die Möglichkeit (und die Verpflichtung), den Druck des allgemeinen Arbeitsmarktes von den einzelnen Mitarbeiter_innen fernzuhalten. Grund dafür ist ihre überwiegende Finanzierung aus Steuermitteln ebenso wie die Tatsache, dass die Mitarbeiter_innen ihren Lebensunterhalt nicht aus dem Arbeitsergebnis bestreiten müssen.“
Zum Rechtsstatus der „arbeitnehmerähnlichen Person“ stellte das Landesarbeitsgericht Baden-Württemberg in einem Urteil vom 26. Januar 2009 (auf der Grundlage der bis 2017 gültigen Fassung des SGB IX) fest:
„Aus § 138 Abs. 1 SGB IX ergibt sich, dass der Gesetzgeber für den Regelfall davon ausgeht, dass behinderte Menschen im Arbeitsbereich anerkannter Werkstätten in einem arbeitnehmerähnlichen Rechtsverhältnis tätig werden. Dass der Mitarbeiter wenigstens ein Mindestmaß an wirtschaftlich verwertbarer Arbeitsleistung erbringt, ist kein Kennzeichen für ein Arbeitsverhältnis, sondern Aufnahmevoraussetzung nach § 136 Abs. 2 Satz 1 SGB IX für eine Werkstatt für behinderte Menschen. Ein Arbeitsverhältnis liegt erst dann vor, wenn der Hauptzweck der Beschäftigung das Erbringen wirtschaftlich verwertbarer Leistungen ist und nicht der Zweck des § 136 Abs. 1 Nr. 1 SGB IX, nämlich die Ermöglichung einer angemessenen Beschäftigung Vordergrund des Aufenthalts in der WfbM ist.“
Auf dieser Grundlage entschied das Arbeitsgericht Kiel im November 2015, dass für Beschäftigte in einer WfbM Regelungen über einen gesetzlichen Mindestlohn nicht gelten. Es gilt jedoch ein Grundbetrag, den alle Beschäftigten mindestens erhalten müssen, auch wenn kein Steigerungsbetrag ausgezahlt wird. Er liegt 2023 bei 126 Euro (ohne ergänzendes Arbeitsförderungsgeld).

### Besserstellung im Vergleich zu Arbeitnehmern
Von 1997 bis 2007 stieg die Zahl der WfbM-Arbeitsplätze um über 50 % auf ca. 300.000, während die Vermittlungsquote auf den „allgemeinen Arbeitsmarkt“ bei unter 1 % lag. Da im Sinne amtlicher Statistiken Nicht-Erwerbsfähige per definitionem nicht zur Menge des Erwerbspersonenpotenzials gehören, können sie nicht arbeitslos werden, obwohl sie keiner Erwerbstätigkeit nachgehen. Da aber der Großteil der Menschen mit Körperbehinderungen als erwerbsfähig gilt, kann dieser Personenkreis nicht Aufnahme in einer WfbM finden und ist von einer hohen Arbeitslosenquote betroffen. Die Schutzwirkung der früher so genannten „Beschützenden Werkstätten“ wird dadurch sichtbar, dass diese eine Beschäftigung garantieren und einen weitgehenden Schutz vor Kündigungen bieten müssen.
Es gibt nur wenige Ausnahmen von dem umfassenden Kündigungsschutz für Werkstatt-Beschäftigte, der über den für Arbeitnehmer geltenden Kündigungsschutz weit hinausgeht. Wichtigstes Instrument zur Kündigung eines Werkstattverhältnisses auch gegen den Willen der betroffenen Personen ist die Kündigung des Werkstättenvertrags auf der Grundlage des § 219 Abs. 2 Satz 2 SGB IX. Dieser ermöglicht es, das Vorliegen einer Werkstattfähigkeit auch bei bereits Beschäftigten in Frage zu stellen. Unstrittig ist die Anwendbarkeit der Regelung in Fällen, in denen ein Beschäftigter sich selbst und/oder andere gefährdet (hat). Auch auf Werkstatt-Beschäftigte kann die Regelung des § 626 Bürgerliches Gesetzbuch (BGB) angewandt werden, der die Rechtsgrundlage für „außerordentliche Kündigungen“ bildet. Dazu müssen die Beschäftigungsvoraussetzungen des behinderten Beschäftigten weggefallen sein, der Sozialleistungsträger den Leistungsbescheid aufgehoben haben oder beide Voraussetzungen gleichzeitig vorliegen. Für die Geschäftsführung einer WfbM muss die außerordentliche Kündigung eines Beschäftigten „das ‚ulima ratio-Mittel‘“ darstellen.
Ein Vorteil im Vergleich zu nicht behinderten Arbeitnehmern im Niedriglohnsektor ergibt sich daraus, dass Senioren, die jahrzehntelang in einer WfbM beschäftigt waren, trotz ihres sehr geringen früheren Einkommens eine Rente nach § 43 Abs. 6 SGB VI erhalten. Diese Rente errechnet sich auf der Grundlage des monatlichen durchschnittlichen Arbeitnehmereinkommens in Deutschland.

### Schlechterstellung im Vergleich zu Arbeitnehmern
Während z. B. in Frankreich entsprechend Beschäftigte ein existenzsicherndes Arbeitsentgelt bekommen, wird in Deutschland unter Umständen ihr einrichtungsabhängiger Lohn durch eine zusätzliche Grundsicherung so weit aufgestockt, dass ihr Einkommen zur Sicherung ihrer Existenz ausreicht. Solange die Summe aus Lohn und Grundsicherung nicht das Niveau des Existenzminimums übersteigt, führt eine höhere Arbeitsleistung nicht zu einem höheren Einkommen. Diese Schwelle kann in aller Regel nur dann überschritten werden, wenn Beschäftigte in einer WfbM zum Bezug einer Rente „wegen verminderter Erwerbsfähigkeit“ berechtigt sind, was frühestens zwanzig Jahre nach Eintritt in die WfbM der Fall ist.

## Details zur Arbeit von Werkstätten für behinderte Menschen

### Maßnahmenverlauf
Menschen, die in eine Werkstatt für Menschen mit Behinderung aufgenommen werden, durchlaufen in der Regel mehrere, zeitlich aufeinander folgende Verfahren:

#### Eingangsverfahren (EV)
Das Eingangsverfahren dient dem Teilnehmer dazu, sich einen ersten Einblick in die Werkstatt zu verschaffen. Es soll festgestellt werden, ob die Werkstatt die geeignete Einrichtung „für die Teilhabe des Menschen mit Behinderungen am Arbeitsleben ist sowie welche Bereiche der Werkstatt und welche Leistungen zur Teilhabe am Arbeitsleben für die Menschen mit Behinderungen in Betracht kommen“ (§ 57 Abs. 1 Nr. 1 SGB IX). Ein Eingliederungsplan wird erstellt, in dem die Kompetenzen des behinderten Menschen aufgenommen und Ziele für den anschließenden Förder- und Bildungsprozess gemeinsam aufgestellt werden. Das EV dauert in der Regel drei Monate. Finanziert wird das EV durch den zuständigen Rehabilitationsträger. In der Regel ist das die Bundesagentur für Arbeit, der Träger der gesetzlichen Rentenversicherungen (Deutsche Rentenversicherung) oder eine Berufsgenossenschaft.

#### Berufsbildungsbereich (BBB)
Nach dem Eingangsverfahren (EV) folgt der Berufsbildungsbereich (BBB).
Der BBB dauert maximal zwei Jahre. Nach dem ersten Jahr BBB (Grundkurs) erfolgt ein Bericht, der im Fachausschuss, dem Beratungsgremium von Werkstatt und Vertretern aus Arbeitsagentur und Sozialhilfe, besprochen wird. Kann die Leistungsfähigkeit des Teilnehmers weiter gefördert werden, soll der zuständige Rehabilitationsträger das zweite Jahr im BBB (Aufbaukurs) bewilligen.
Der Berufsbildungsbereich gliedert sich in einen Grund- und einen Aufbaukurs von jeweils 12-monatiger Dauer, in denen verschiedene Fertigkeiten (im Aufbaukurs mit höherem Schwierigkeitsgrad) vermittelt werden. Auch soll das Selbstwertgefühl des Werkstattbeschäftigten gehoben und das Sozial- und Arbeitsverhalten gefördert werden. Dabei ist auch eine möglichst realistische Selbsteinschätzung der individuellen Fähigkeiten anzustreben. Angebote zur Entwicklung der lebenspraktischen Fertigkeiten (Erlernen von sozialen Normen und Werten (Regeln, Pünktlichkeit u. ä.), Körperpflege, Gesundheitspflege, Kleidung, Essen und Trinken, Verkehrserziehung, Umgang mit Geld) sind in die Förderungen mit einbezogen. Für den BBB ist ein Gruppenschlüssel von 1:6 gesetzlich gefordert (§ 9 Abs. 3 WVO).
Zum Berufsbildungsbereich wurde im Jahr 2002 ein Rahmenprogramm von Seiten der Agentur für Arbeit und der BAG:WfbM erstellt. Dieses Rahmenprogramm ist zwar keine gesetzlich festgelegte Vorgabe, jedoch ist davon auszugehen, dass sich die Kostenträger in ihren Anforderungen an die Werkstatt eng an das Dokument binden werden. (s. u.: Weblinks)
Die Bundesagentur für Arbeit fordert von den Trägern seit dem 1. Januar 2013 eine Trägerzulassung analog der Akkreditierungs- und Zulassungsverordnung Arbeitsförderung für den Berufsbildungsbereich.

#### Arbeitsbereich (AB)
Nach dem BBB haben die Teilnehmer die Möglichkeit, in den Arbeitsbereich der Werkstatt zu wechseln. Die Beschäftigung im Arbeitsbereich ist unbefristet. Die Werkstatt soll über ein möglichst breites Angebot an Arbeitsplätzen mit weitgehender Entsprechung zum allgemeinen Arbeitsmarkt verfügen, um der Art und Schwere der Behinderung, der unterschiedlichen Leistungsfähigkeit sowie Eignung und Neigung des betreffenden Menschen so weit wie möglich Rechnung zu tragen. Auch hier findet eine weitergehende Förderung statt.

### Mitwirkung
Die Werkstattbeschäftigten haben gesetzlich vorgeschriebene Mitwirkungsrechte. In allen Werkstätten werden Werkstatträte gewählt, die die Interessen der Beschäftigten im Arbeitsbereich vertreten und mit der Leitung diskutieren. Auch die Anliegen der Teilnehmer im Berufsbildungsbereich sowie im Eingangsverfahren werden berücksichtigt. In der „Werkstätten-Mitwirkungsverordnung“ sind Rechte und Pflichten des Werkstattrates, aber auch der Werkstattleitung geregelt.
Im Einvernehmen mit dem Träger der Werkstatt kann ein Eltern- und Betreuerbeirat errichtet werden, der die Werkstatt und den Werkstattrat bei ihrer Arbeit berät und durch Vorschläge und Stellungnahmen unterstützt. Die gewählten Werkstatträte und Eltern- und Betreuerbeiräte können bei allen relevanten Fragen Einfluss nehmen.
Werkstatträte haben sich über ihre eigene Werkstatt hinaus auf Landes- und Bundesebene organisiert, die erste war im Mai 2000 die Landesarbeitsgemeinschaft der Werkstatträte in NRW. Als Ergebnis mehrjähriger Erwachsenenbildungsarbeit mit Werkstatträten unter der Leitung von Dieter Niermann an der Ev. Heimvolkshochschule Lindenhof, Bethel. 2004 bildete sich eine Bundesarbeitsgemeinschaft der Werkstatträte, die sich 2007 selbst aufgelöst hat. Am 7. Februar 2008 gründete sich die Bundesvereinigung der Landesarbeitsgemeinschaften der Werkstatträte (BVWR).

### Möglichkeit der Reduzierung der Höhe von Ausgleichsabgaben
Arbeitgeber, die an WfbM Aufträge erteilen, können gemäß § 223 SGB IX bis zu …50 Prozent des auf die Arbeitsleistung der Werkstatt entfallenden Rechnungsbetrages solcher Aufträge (Gesamtrechnungsbetrag abzüglich Materialkosten) auf die Ausgleichsabgabe anrechnen…
Aufträge der öffentlichen Hand, die von Werkstätten ausgeführt werden können, sind diesen bevorzugt anzubieten (§ 224 SGB IX).
Die Bundesagentur für Arbeit kann die Anrechnung eines schwerbehinderten Menschen, besonders eines schwerbehinderten Menschen im Sinne des § 155 Absatz 1 SGB IX auf mehr als einen Pflichtarbeitsplatz, höchstens drei Pflichtarbeitsplätze für schwerbehinderte Menschen zulassen, wenn dessen Teilhabe am Arbeitsleben auf besondere Schwierigkeiten stößt (§ 159 Abs. 1 SGB IX). Ohne vorherige Genehmigung durch die BA wird die Anrechnung verdoppelt, wenn ein schwerbehinderter Mensch beruflich ausgebildet wird (§ 159 Abs. 2 SGB IX).

### Arbeitsentgelt und Sozialtransfers
Alle Beschäftigten im Arbeitsbereich bekommen ein Entgelt. Es besteht aus Grund- und Steigerungsbetrag. Gesetzliche Grundlage dafür ist § 221 Absatz 2 SGB IX. Der Grundbetrag ist gemäß § 125 SGB III auf 126 Euro festgelegt. Zusätzlich kann es einen Steigerungsbetrag und ein Arbeitsförderungsgeld (52 Euro monatlich) geben.
Der Steigerungsbetrag wird leistungsabhängig gezahlt: Je nach Konzept der Werkstatt wird der Steigerungsbetrag nach quantitativen und qualitativen Aspekten der Arbeitsleistung sowie Art des Arbeitsplatzes, Sozialverhalten, Schmutz- und Lärmzulagen, Lebensalter und die Werkstattzugehörigkeit bemessen.
Das Durchschnittsentgelt in den deutschen Werkstätten für behinderte Menschen betrug im Jahr 2020 rund 211 Euro im Monat.
Ist die beschäftigte Person kein Arbeitnehmer, sondern steht zu der Werkstatt gem. § 221 Abs. 1 SGB IX in einem arbeitnehmerähnlichen Rechtsverhältnis, hat sie keinen Anspruch auf den gesetzlichen Mindestlohn.
Von diesem Einkommen müssen diejenigen behinderten Menschen, die auf weitere Hilfen angewiesen sind (z. B. eine Wohnheimunterbringung), noch Eigenleistungen erbringen. Diese Regelungen beziehen sich auf den § 82 SGB XII und legen fest, dass der Einkommensfreibetrag für Hilfeempfänger bei einem Achtel (2018: 52 Euro) der Regelbedarfsstufe 1 (2018: 416 Euro) liegt. Über diesen Einkommensfreibetrag hinausgehendes Entgelt ist zu 50 % für die Wohnheimkosten einzusetzen. Einem Durchschnittsverdiener in der WfbM bleiben von den 159 Euro/Monat nach dem Abzug für die Wohnheimunterbringung ein Resteinkommen von 105,50 Euro.
Zu den üblichen Leistungen gehört auch die Sicherstellung der Beförderung zur Werkstatt und ein Mittagessen.
Die Werkstattbeschäftigten werden unabhängig von den häufig geringen Entgeltzahlungen wie andere Arbeitnehmer unfall-, kranken-, pflege- und rentenversichert. Nach 20 Jahren Werkstatttätigkeit (bei einer angeborenen geistigen Behinderung also im Alter von ca. 40 Jahren) besitzen sie einen Anspruch auf „Rente wegen Erwerbsminderung“. Deren Höhe beträgt gemäß § 162 SGB VI 80 Prozent des Rentenniveaus eines durchschnittlichen deutschen Arbeitnehmers. Im Gegensatz zu erwerbsunfähig gewordenen Arbeitnehmern verbessert sich nach Ablauf der Zwanzig-Jahres-Frist durch den Bezug der Erwerbsunfähigkeitsrente die finanzielle Lage von Werkstatt-Beschäftigten.
Werkstattbeschäftigte erhalten nach 20 Jahren die volle Erwerbsminderungsrente. Das tatsächliche Einkommen in der Werkstatt spielt dabei keine Rolle. Die Beiträge werden in der Rentenversicherung aufgestockt („Rentenprivileg“). Bezugsgröße sind ungefähr 80 Prozent des durchschnittlichen Verdienstes aller Versicherten. Die durchschnittliche Erwerbsminderungsrente beträgt nach 20 Beitragsjahren durchschnittlich knapp 800 Euro monatlich (infas-Forschungsbericht 516, Seite 49, vom September 2018).
Vor Ablauf der Zwanzigjahresfrist stehen denjenigen Angehörigen einer WfbM, die nicht über zusätzliche Einnahmen oder Vermögen verfügen, in der Regel Leistungen im Rahmen der Grundsicherung bei Erwerbsminderung zu. Diese erhalten diejenigen, die das 18. Lebensjahr vollendet haben und im Sinne der gesetzlichen Rentenversicherung dauerhaft voll erwerbsgemindert sind (§ 43 Abs. 2 SGB VI). Die Summe aus individuellem Entgelt und Grundsicherung entspricht nach § 42 SGB VI dem Betrag, den auch ein bedürftiger Rentner bei gleichen Lebensumständen erhalten würde.

### Größe von Arbeitsgruppen
Der Gruppenschlüssel im Arbeitsbereich beträgt (laut § 9 Abs. 3 WVO) 1:12 (eine Fachkraft auf zwölf behinderte Mitarbeiter). Dies gilt als statistischer und gesetzlicher Wert. Jede Gruppe wird angeleitet durch einen (oftmals) „Gruppenleiter“ (den Begriff gab es gesetzlich noch nie) genannte „Fachkraft zur Arbeits- und Berufsförderung“ (FAB). Die Fachkräfte besitzen eine sonderpädagogische Zusatzausbildung und sind für die Qualität der entstehenden Endprodukte und die Entwicklung der Persönlichkeit der Werkstattbeschäftigten zuständig. Die Fachkräfte sollen möglichst aus dem handwerklichen Bereich stammen (Meisterqualifikation) und zusätzlich der pädagogischen Aufgabe gewachsen sein.
In vielen Werkstätten wurden in den Arbeitsgruppen zur Unterstützung Zivildienstleistende eingesetzt. Zuweilen wird noch jemand unterstützend eingesetzt, der/die ein freiwilliges soziales Jahr leisten möchte.

### Begleitende oder Soziale Dienste in den Werkstätten
Den Fachkräften stehen Begleitende Dienste für die soziale, pädagogische und psychologische Betreuung zur Seite, welche mit den Kostenträgern zusammenarbeiten, um die Finanzierung der Maßnahme zu sichern. Die Begleitenden Dienste sind Ansprechpartner für die Teilnehmer und Beschäftigten, die Gruppenleiter, Eltern und Angehörigen. Sie arbeiten eng mit den Werkstattleitern zusammen und unterstützen den Werkstattrat. Sie begleiten die Förderung der Rehabilitanden, organisieren geeignete begleitende Angebote und helfen ganz praktisch bei Konfliktsituationen. Im Begleitenden Dienst arbeiten hauptsächlich Sozialpädagogen oder Sozialarbeiter. In Einrichtungen für Menschen mit psychischen Besonderheiten können auch Psychologen eingestellt sein, die unterstützend zur Seite stehen.
In den verschiedenen Werkstätten werden oft begleitende Maßnahmen durch zusätzliche Kräfte im Begleitenden Dienst angeboten, wie Ergotherapie, Sport, Rehasport oder Erwachsenenbildung.

### Fachausschuss
In jeder WfbM ist nach § 2 WVO ein Fachausschuss zu bilden. Diesem gehören in gleicher Zahl jeweils Vertreter der Werkstatt, Vertreter der Bundesagentur für Arbeit sowie Vertreter des überörtlichen oder – je nach Bundesland – örtlichen Trägers der Sozialhilfe an.
Der Fachausschuss soll auch Vertreter anderer Rehabilitationsträger wie z. B. der Deutschen Rentenversicherung (ehem. LVA und BfA) oder der Berufsgenossenschaften beteiligen, wenn deren Zuständigkeit zur Erbringung von Leistungen zur Teilhabe am Arbeitsleben und ergänzender Leistungen in Betracht kommt. Er kann auch andere Personen hinzuziehen oder Sachverständige anhören.
Im Fachausschuss wird über Voraussetzungen und Förderung in der Werkstatt im Einzelfall beraten. Für jeden Werkstattbeschäftigten gibt der Fachausschuss ein Votum darüber ab, ob er aufgenommen werden soll, ob und wie er im Berufsbildungsbereich gefördert werden soll, ob er in den Arbeitsbereich übernommen wird und in welchen Bereich. Auch weitergehende Qualifizierungsmaßnahmen sind hier Beratungsgegenstand und ebenso Maßnahmen zur Gestaltung des Übergangs in den allgemeinen Arbeitsmarkt. Das fachliche Votum des Fachausschusses soll für den zuständigen Rehabilitationsträger Grundlage seiner Kostenentscheidung sein.

### Leitungstätigkeiten in Werkstätten für Behinderte
Die Positionen der Leitungs- und Führungstätigkeiten in den Werkstätten für Behinderte werden laut Stepstone beispielsweise bei Gruppenleitern mit einem Durchschnittsgehalt zwischen 39.500 € und 56.600 € vergütet, für Fachkräfte der Behindertenhilfe mit 33.400 € bis zu 47.900 €. In der Duisburger Werkstatt für Menschen mit Behinderung erhielt die Geschäftsführerin im Jahr 2016 ein Gehalt in Höhe von 200.000 € plus 100.000 € für Altersvorsorge sowie 24.000 € für die Sozialversicherung und zudem 15 Prozent variable Bezüge, bezogen auf das Fixum, dazu stand ein Dienstwagen zur Verfügung; im Jahr 2009 hatte sie mit einem Einstiegsgehalt von 85.000 € plus 30.000 € Altersvorsorge plus 24.000 € Erstattung von Sozialversicherungsbeiträgen und einem Dienstwagen begonnen.

## Behindertenpolitische Positionen zur WfbM

### Fehlende Legitimation von Werkstätten als Ort lebenslanger Beschäftigung
Am 15. Mai 2015 kritisierte der „Ausschuss für die Rechte von Menschen mit Behinderungen“ der UN in seinem „ersten Staatenbericht“ über die Verhältnisse in Deutschland, „dass segregierte Werkstätten für behinderte Menschen weder auf den Übergang zum allgemeinen Arbeitsmarkt vorbereiten noch diesen Übergang fördern.“ Daher empfahl der Ausschuss dem Konventions-Vertragsstaat Deutschland „die schrittweise Abschaffung der Werkstätten für behinderte Menschen durch sofort durchsetzbare Ausstiegsstrategien und Zeitpläne sowie durch Anreize für die Beschäftigung bei öffentlichen und privaten Arbeitgebern im allgemeinen Arbeitsmarkt“. 

In einem Beitrag zu dem Sammelband Die UN-Konvention für die Rechte von Menschen mit Behinderungen bestätigte im Jahr 2019 die Monitoring-Stelle UN-Behindertenrechtskonvention im Wesentlichen das 2015 veröffentlichte Fazit: „Die Existenz der Werkstätten und vergleichbarer Leistungsanbieter und die weiterhin steigende Zahl der dort Beschäftigten ist ein klarer Indikator für die auch nach einer Dekade UN-BRK fortbestehende Exklusivität des Arbeitsmarktes.“ Daher solle „Deutschland […] mehr für die Entwicklung eines inklusiven Arbeitsmarktes tun und die Werkstätten in der bekannten Form nicht fortführen beziehungsweise diese abbauen.“ 

Im Juli 2023 bewertete die Monitoring-Stelle der UN-Behindertenrechtskonvention die von ihr beobachtete „unveränderte, auch in den letzten Jahren wiederholt geäußerte grundsätzliche Positionierung der Bundesregierung, wonach WfbM Teil eines inklusiven Arbeitsmarktes im Sinne von Artikel 27 UN-BRK seien“, als „bedenklich“. 

Im September 2023 legte der UN-„Ausschuss für die Rechte von Menschen mit Behinderungen“ einen aktualisierten „Staatenbericht“ über die Verhältnisse in Deutschland vor.

### Werkstätten als „sozialrechtliche Errungenschaft“
Ein zentrales Argument von Verteidigern des Fortbestands der Institution WfbM besteht darin, die Behauptung zurückzuweisen, die bloße Existenz einer Sondereinrichtung ausschließlich für „voll erwerbsgeminderte“ Menschen stelle einen Verstoß gegen die UN-Behindertenrechtskonvention dar. Vielmehr ermöglichten Werkstätten für behinderte Menschen erst eine Teilhabe vieler Menschen am Arbeitsleben und ihre Integration in das Arbeitsleben, die vor dem Inkrafttreten des Schwerbehindertengesetzes 1974 keinerlei Anspruch auf eine sinnvolle Beschäftigung gehabt hätten.
Mario Schreiner beantwortete 2017 im Auftrag der Deutschen Vereinigung für Rehabilitation die Titelfrage seines Beitrags „[WfbM:] Sozialhistorischer Meilenstein oder soziale Isolation?“ mit den Worten: „Werkstätten für behinderte Menschen sind ein fester Bestandteil der Leistungen zur Teilhabe am Arbeitsleben in Deutschland. Sie sind eine sozialrechtliche Errungenschaft, stellen sie doch die Möglichkeit sicher, dass Menschen mit Behinderungen, „die nicht, noch nicht oder noch nicht wieder“ (§ 41 SGB IX und § 58 SGB IX n. F.) einer Arbeit unter den Bedingungen des allgemeinen Arbeitsmarktes nachkommen können, die Möglichkeit bekommen, eine Beschäftigung auszuüben. Trotz dieser positiven Aspekte der WfbM bleibt unverkennbar, dass Reformbedarf am tradierten Angebot besteht. Dieser resultiert aus den formulierten menschenrechtlichen Anforderungen der UN-BRK, einem sich wandelnden Bewusstsein im Umgang mit Menschen mit Behinderungen – von der Fürsorge hin zu Gleichberechtigung und vollumfänglichen Teilhabemöglichkeiten – sowie nicht zuletzt aufgrund der formulierten Bedürfnisse und Wünsche der Werkstattbeschäftigen hinsichtlich gesellschaftlicher Teilhabe und sozialer Anerkennung. Vor diesem Hintergrund ist eine kritische Beobachtung und Begleitung der WfbM sowie ihrer möglichen Reformen durch die Neuerungen des BTHG in den kommenden Jahren angezeigt.“

### Ablehnung von Menschenrechts-Aktivisten als „weltfremd“
Das arbeitgebernahe Portal „arbeitsrecht.org“ bewertete 2019 die Position des UN-Menschenrechtsausschusses als „weltfremd“. In Werkstätten für behinderte Menschen seien 2019 310.000 Menschen beschäftigt gewesen. Das sei, so arbeitsrecht.org, „eine große Zahl – auch gemessen an der Zahl der schwerbehinderten Arbeitnehmer bei Arbeitgebern des ersten Arbeitsmarkts (2015/2016: ca. 1,22 Millionen).“ Die Zahl der WfbM-Beschäftigten entspreche also fast einem Viertel der Zahl der Schwerbehinderten auf dem ersten Arbeitsmarkt. Eine „schnelle Abschaffung“ der WfbM werde „wohl eher zu Massenarbeitslosigkeit der heute dort Beschäftigten führen“, also zu einem Verdrängungswettbewerb. Gleichwohl seien, so das Portal, Verbesserungen des Übergangs von der WfbM in den ersten Arbeitsmarkt möglich. Die Forderung nach einer zügigen Auflösung von WfbM in Deutschland wies auch Hans-Günther Ritz scharf zurück. Für den hypothetischen Fall einer Befolgung der Forderung sagte Ritz voraus: „Die hohe Zahl der WfbM-Plätze und ihr hoher Anteil haben sich in der vergangenen 40 Jahren aufgebaut, es werden sicherlich Jahrzehnte notwendig für den ‚Rückbau‘ sein – mit Bedarf einer nennenswerten Restplatzzahl.“ Daher seien „englische“ Lösungen mit hohen gesellschaftlichen Ausgliederungsraten der „freigesetzten“ WfbM-Beschäftigten „strikt abzulehnen.“

### Bereitschaft zu Reformen mit begrenztem Umfang
Im Juni 2016 unterrichtete die Bundesregierung der Großen Koalition den Deutschen Bundestag über ihren Standpunkt, dass sie „[h]insichtlich der Forderung des UN-Fachausschusses Fehlanreize zu beseitigen, die Menschen mit Behinderungen am Eintritt oder Übergang in den allgemeinen Arbeitsmarkt hindern, […] derzeit keinen Handlungsbedarf“ sehe. Die Bundesregierung sei der Ansicht, „dass Werkstätten für behinderte Menschen (WfbM) als Anbieter von Leistungen zur Teilhabe am Arbeitsleben weiterhin ihren Platz“ hätten. Obwohl die Zahl der Neuzugänge in WfbM abnehme, steige die Zahl der in Werkstätten Beschäftigten, weil noch relativ wenige Beschäftigte ihre WfbM aus Altersgründen verließen.

### Bereitschaft zur Schrumpfung und Funktionsveränderung weiterbestehender Werkstätten
Zur Situation in Deutschland meinte der Österreicher Franz Wolfmayr, Präsident der European Association of Service Providers for Persons with Disabilities (EASPD) 2011: „Mein Eindruck ist, dass deutsche Organisationen noch dem Trugschluss unterliegen, sie könnten selbst dauerhaft entscheiden, wohin der Weg gehen soll und wie die UN-Konvention umgesetzt wird. Das wird auf Dauer so nicht möglich sein. Aber im Moment sind die Einrichtungen noch sehr stark und der Wandel vollzieht sich langsam. Wesentlicher Motor werden bei Ihnen wie auch bei uns die Forderungen von Eltern und Angehörigen sein sowie der Wunsch der Menschen mit Behinderung selbst. Aus österreichischer Sicht muss ich aber auch sagen, die deutschen Standards sind sehr hoch, und es wäre nicht ratsam, sie aufzugeben.“
Im Oktober 2021 gaben das Institut für Sozialforschung und Gesellschaftspolitik (ISG) und das infas Institut für angewandte Sozialwissenschaft einen Zwischenbericht zum Thema „Zukunft der Institution WfbM“ heraus. In diesem wird zusammenfassend festgestellt: „Es wird ersichtlich, dass WfbM als separate Beschäftigungsformen für Menschen mit Behinderungen grundsätzlich im Konflikt mit den Zielen der UN-BRK auf volle Inklusion in den und Teilhabe am Arbeitsmarkt stehen können.“ Sollte eine Beschäftigung eines Menschen mit Behinderung „unter den jetzigen Bedingungen des Arbeitsmarktes aufgrund der Art und Schwere der Behinderung nicht möglich oder vom Betroffenen nicht gewollt sein, soll er die Möglichkeit haben, in einem geschützten Rahmen zu arbeiten. Es widerspräche dem Teilhabeziel der UN-BRK, wenn Menschen aufgrund einer Abschaffung von geschützten Beschäftigungsverhältnissen in die vollständige Exklusion geraten würden, indem sie gar keine Möglichkeiten der Teilhabe am Arbeitsleben mehr hätten.“
Für eine „geschrumpfte“ WfbM mit einer neuen Konzeption setzte sich im Oktober 2016 die niedersächsische „Fachkommission Inklusion“ in ihrem Aktionsplan ein. Demnach sollen Arbeitsplätze in Werkstätten für behinderte Menschen nur noch für „beeinträchtigte Menschen mit einem sehr hohen Unterstützungsbedarf“ angeboten werden. Die Werkstätten sollen zu „Kompetenzunternehmen für Bildung, Ausbildung, Arbeits- und Berufsförderung entwickelt“ werden.
Die SPD-Bundestagsfraktion berief für den 7. November 2022 eine Konferenz ein, an der ca. 200 Mitglieder von Werkstatträten in Deutschland teilnahmen. Zentrales Thema war die Umsetzung des Prinzips der Personenzentrierung in Werkstätten für behinderte Menschen. Die teilnehmenden Werkstatträte berichteten, dass „etwa 30 Prozent der Werkstattbeschäftigten […] sich eine Arbeit auf dem allgemeinen Arbeitsmarkt gut vorstellen“ könnten. Die Betroffenen sollten selbst entscheiden, ob sie in einer WfbM oder in der freien Wirtschaft arbeiten möchten; dazu bedürfe es gesetzlicher Modernisierungen. Gefordert wurden auch „richtige Ausbildungsberufe in Werkstätten, die den Übergang auf den allgemeinen Arbeitsmarkt erleichtern.“ Takis Mehmet Ali, seit Februar 2022 Beauftragter der SPD-Bundestagsfraktion für die Belange von Menschen mit Behinderung, erklärte, dass die Umsetzung des Prinzips der Personenzentrierung den Schwerpunkt seiner Arbeit bilde und dass nach Ansicht der SPD, für die er spreche, deshalb behinderte Menschen und deren Wünsche im Mittelpunkt der Werkstattarbeit stehen müssten.
Laut der „Bundesvereinigung Lebenshilfe“ erfüllen Werkstätten für behinderte Menschen wichtige Funktionen: „das Bereitstellen von Arbeitsplätzen, die Unterstützung bei der Arbeit, berufliche Rehabilitation, Bildung und soziale Teilhabe. Alle fünf Funktionen sollen in einer personenzentrierten, flexiblen und inklusiven Struktur erhalten bleiben und sollen durch WfbM als Kompetenzzentren und inklusiven Leistungsanbietern bereitgestellt werden.“
Am 17. Februar 2023 trafen sich die Beauftragten der Bundestagsfraktionen der SPD, der CDU/CSU und von Bündnis 90/Die Grünen mit Vertretern von Vereinigungen der Behindertenhilfe und Praktikern zum Thema „Neufassung der Werkstattgesetzgebung“. Einigkeit bestand darin, dass generell das Prinzip der Personenzentrierung ernster genommen werden müsse. In Verbindung mit dem Wunsch- und Wahlrecht für Menschen mit Behinderung bedeute das, dass niemand den Menschen ihr Wunsch- und Wahlrecht absprechen wolle, „wenn sie in der Werkstatt weiter beschäftigt bleiben möchten.“ Es gehe nicht um die Schließung aller Werkstätten. Gleichwohl müssten gesetzliche Regelungen grundlegend geändert werden, damit diejenigen, die ihre WfbM verlassen wollen, größere Erfolgschancen bekommen und Diskriminierungen beendet werden. Eine solche habe z. B. darin bestanden, dass auf dem ersten Arbeitsmarkt eingesetzte Beschäftigte während der COVID-19-Pandemie keinen Anspruch auf Kurzarbeitergeld gehabt hätten, da sie nicht arbeitslosenversichert seien. Wer sozialversicherungspflichtig, vor allem über das Budget für Arbeit, versichert sei, müsse in Zukunft auch Beiträge zur Arbeitslosenversicherung zahlen. Den Versuch, einen Weg „aus der Werkstatt heraus“ zu finden, bewertete keiner der Anwesenden grundsätzlich als illegitim. Ein 43-jähriges Mitglied eines Werkstattrats berichtete, die Arbeitsagentur habe sich geweigert, seinen Plan zu unterstützen, da er „zu alt“ sei, um den Versuch einer Nachqualifikation zu starten. 

Qualifizierung wurde als Königsweg aus der WfbM hinaus bewertet, aber auch als wichtigstes Mittel für junge Menschen, gar nicht erst in diese aufgenommen werden zu müssen.
Im Europäischen Parlament vertritt Katrin Langensiepen als Meinungsführerin in Sachen Werkstattreform die Position, WfbM sollten zwar bestehen bleiben, die Zahl der dort Beschäftigten aber deutlich reduziert und die Funktion der „Rest-WfbM“ verändert werden. Ihrer Ansicht nach können geschützte Werkstätten für einige Arbeitnehmer sinnvoll sein – aber nicht in ihrer derzeitigen Ausgestaltung, sondern als gleichberechtigter Teil des regulären Arbeitsmarktes. „Wenn einige Menschen, die in den Werkstätten beschäftigt sind, dort glücklich sind und bleiben wollen, dann sollte das möglich gemacht werden - aber mit dem Status von Arbeitnehmerinnen und Arbeitnehmern.“

## Kritik
Ganz allgemein richtet sich mittlerweile gesellschaftliche Kritik gegen die anhaltende „Besonderung“ „Behinderter“ vor allem im Zusammenhang mit der Formulierung, Ratifizierung, Umsetzung und praktischen Anwendung der UN-Konvention über Rechte von Menschen mit Behinderungen (UN-BRK) und der Diskussion auch in diesem Zusammenhang über z. B. Inklusive Pädagogik. So kam der Rektor der österreichischen Sonderschule Reutte zu dem Schluss, dass seine Schule „hauptsächlich Nachschub für die Behinderten-Werkstätten produziere“. Auch die geringe Bezahlung der Beschäftigten wird kritisiert. Diese Kritik rückt im Kontext der Werkstattreform ins Zentrum der Kritik am Status quo von WfbM.
Neben einer Kritik der Konzeption und der Praxis der Arbeit in WfbM gibt es auch eine Kritik an der Zielrichtung, den Auswirkungen und dem Tempo von Reformbemühungen sowie zur Terminologie im Themenbereich Arbeit und Behinderung.

### Falscher Grundansatz des Rehabilitationsmandats
Kritiker weisen darauf hin, dass generell das deutsche Sozialrecht und sein paternalistischer Denkansatz im Kern aus Bismarcks Zeiten stammten. Es sei eigentlich auf vorübergehenden Hilfebedarf bei wirklich bloß vorübergehenden Beeinträchtigungen ausgelegt. Behinderung sei aber weder eine vorübergehende Unfallfolge noch eine „Krankheit“. Von daher sei das Konzept einer „Rehabilitation“ dauerhaft behinderter Menschen schon im Ansatz falsch. Bei den meisten Beschäftigten in einer WfbM sei die Hoffnung unangebracht, sie würden eines Tages wieder erwerbsfähig (nach heutigen Maßstäben des deutschen Sozialrechts). Dies zeige allein schon die häufige offizielle Verwendung des Attributs „werkstattbedürftig“ auf den Großteil der in einer WfbM Beschäftigten.
Für Jana York und Jan Jochmaring sind Werkstätten für Menschen mit Behinderung „‚Auffangbecken‘ für Personen, deren Arbeitskraft am Arbeitsmarkt nicht benötigt wird bzw. nicht eingesetzt werden kann.“
Auf ihrem 64. Treffen am 3. und 4. November 2022 in Erfurt gaben die 17 Beauftragten des Bundes und der Länder für Menschen mit Behinderungen eine Erklärung mit dem Titel „Erfurter Erklärung für einen inklusiven Arbeitsmarkt 2030“ ab. Dabei stellten sie u. a. fest, dass „der Auftrag der Werkstätten aus § 219 SGB IX, den Übergang auf den allgemeinen Arbeitsmarkt zu fördern, bei einer Übertrittsquote von unter einem Prozent seit Jahrzehnten zu selten gelingt und deshalb als weitestgehend gescheitert angesehen wird“. Die Behindertenbeauftragten forderten Vertreter der Werkstätten und von Inklusionsbetrieben auf, „bis spätestens 2025 […] ein Konzept mit konkreten Schritten zu erarbeiten, um die Inklusionsbetriebe zu wichtigen Orten der betrieblichen Ausbildung und Beschäftigung von Menschen auf dem allgemeinen Arbeitsmarkt zu entwickeln“.

### Unlauterer Wettbewerb als Folge des Wirtschaftlichkeitsmandats
Der Deutsche Caritasverband sieht Gefahren darin, dass Werkstätten für behinderte Menschen in ihrem pflichtgemäßen Streben nach Wirtschaftlichkeit in einen unlauteren Wettbewerb gegen reguläre Auftragnehmer geraten: „Es ist im klugen Interesse der Werkstätten, keine Preispolitik zu betreiben, die das im Markt übliche Preisniveau deutlich unterbietet. Wenn es einer Werkstatt gelingt, ihre privat-gewerblichen Konkurrenten vom Markt zu verdrängen, dann liegt folgende Vermutung sehr nahe: Der Erfolg ist nicht (allein) den unternehmerischen Fähigkeiten des Werkstattleiters geschuldet, sondern beruht auf einer unlauter niedrigen Vergütung der dort beschäftigten Menschen mit Behinderung. Oder es drängt sich der Verdacht auf, dass die Summe, die der Leistungsträger für die Teilhabe der Werkstattbeschäftigten bezahlt, doch mehr kompensiert als nur den Nachteil, den die Werkstätte aufgrund der Beschäftigung von Menschen mit schweren Einschränkungen hat. Sollten die Werkstätten eines Tages einer rechtlichen Prüfung nach den Regeln des europäischen Wettbewerbsrechts unterzogen werden, dürfte es sehr entscheidend sein, dem Verdacht von Lohndumping oder Überkompensation keinen Raum zu geben. Kluge Selbstbeschränkung ist vonnöten, um die Arbeit der Werkstätten langfristig zu sichern.“

### Mangelnder Einsatz gegen Exklusionstendenzen
Kritiker sprechen von einer „Behindertenindustrie“: Die Ausgaben für die „Eingliederungshilfe“ z. B. seien von 1998 bis 2009 um rund 60 % auf über 13 Mrd. Euro gestiegen. Zusätzlich sei bis 2013 die Zahl der in „Sozialbetrieben“ angebotenen „Arbeitsplätze“ um über 63 % auf 305.000 angestiegen, obwohl in Deutschland z. B. immer weniger „Menschen mit geistiger Behinderung“ geboren würden und Menschen mit körperlichen Behinderungen im Prinzip mehr Möglichkeiten zu „regulärer“ Arbeit hätten. Tatsächlich ist zwischen 2008 und 2018 die Zahl der schwerbehinderten Arbeitslosen nur um 6 Prozent gesunken, während im gleichen Zeitraum die Zahl aller Arbeitslosen um 29 Prozent zurückgegangen ist. Das zeigt, dass die deutsche Wirtschaft sich sogar in einer guten wirtschaftlichen Gesamtlage schwer damit tut, als eingeschränkt erwerbsfähig eingestufte Menschen mit Behinderung einzustellen. Umso schwieriger ist es, Menschen mit voller Erwerbsminderung auf dem Ersten Arbeitsmarkt unterzubringen.

### Einkommens- und Vermögensverhältnisse der Beschäftigten
Kritiker bemängeln, dass die nicht als Arbeitnehmer, sondern lediglich als „arbeitnehmerähnlich Beschäftigten“ bundesweit durchschnittlich lediglich ca. 8,50 € täglich als „Entgelt“ erhielten. Dies wird als diskriminierend und als übermäßiger Solidarbeitrag der in der Regel ohne eigene Schuld „Behinderten“ bezeichnet und stehe im klaren Widerspruch zu den inklusiven Forderungen der UN-Behindertenrechtskonvention (UN-BRK) auch bezüglich der „Teilhabe“ bzw. des Zugangs von Menschen mit Handicaps zum allgemeinen Arbeitsmarkt. Im Jahr 2021 betrug das Durchschnittsentgelt in Werkstätten für behinderte Menschen 226 Euro pro Monat. 49 Prozent der Beschäftigten in Werkstätten bekamen 2021 sogar weniger als 150 Euro pro Monat für ihre Arbeit.
Kritisiert wird auch, dass entsprechende Einkünfte auf die Grundsicherung angerechnet werden; entsprechende Änderungen im Zuge einer Reformierung der „Eingliederungshilfe“, das „Bundesteilhabegesetz“, stünden unter der Vorgabe der Kostenneutralität.
Eine von der niedersächsischen Landesregierung einberufene „Fachkommission Inklusion“ forderte in ihrem im Oktober 2016 veröffentlichten Aktionsplan die Regierung auf, dass diese sich über den Bundesrat dafür einsetzen solle, dass Beschäftigte in einer WfbM den gesetzlichen Mindestlohn erhalten. Forderungen nach einem Mindestlohn für Beschäftigte in einer WfbM wurden im Zuge einer umfassenden Werkstattreform im Jahr 2023 wieder laut.

### Verwehrung des Arbeitnehmerstatus
Die Verwehrung des Arbeitnehmerstatus stellt nach Ansicht einiger Kritiker einen Verstoß gegen Europarecht dar. Gemäß der Richtlinie 2003/88/EG über bestimmte Aspekte der Arbeitszeitgestaltung sei als Arbeitnehmer „nach objektiven Kriterien die Person anzusehen, die eine tatsächliche und echte Tätigkeit ausübt, indem sie während einer bestimmten Zeit für einen anderen nach dessen Weisungen Leistungen erbringt und dafür als Gegenleistung eine Vergütung erhält.“ Alle diese Kriterien träfen auf Beschäftigte in einer WfbM zu.
Die Autoren des Abschlussberichts der Studie zu einem transparenten, nachhaltigen und zukunftsfähigen Entgeltsystem für Menschen mit Behinderungen in Werkstätten für behinderte Menschen und deren Perspektiven auf dem allgemeinen Arbeitsmarkt (im September 2023 veröffentlicht) halten es für möglich, dass der Europäische Gerichtshof, vor allem dann, wenn ein deutsches Gericht sich an ihn wenden sollte, sein Urteil vom 12. März 2015 bestätigt, in dem auch zu lesen ist, dass die meisten Beschäftigten in beschützenden Einrichtungen als „Arbeitnehmer“ gelten müssten. Demnach hätten „die Mitgliedstaaten der EU die Pflicht, einen nationalen Anspruch auf die Geltung des Mindestlohns auch in Werkstätten zu implementieren.“
Die im Auftrag der Bundesagentur für Arbeit und Soziales tätigen Autoren würden die referierte Position dem Lager derer zuordnen, die im Zusammenhang mit der Werkstattbeschäftigung primär die Arbeitsleistung betrachten, „die auch entsprechend zu vergüten ist“. Es gibt aber laut dem Bericht auch das Gegenlager, für das eine Werkstattbeschäftigung primär eine Rehabilitationsmaßnahme sei, „die zunächst etwas kostet.“

### Arbeitgebermentalität als Hauptproblem
Die Antidiskriminierungsstelle des Bundes erklärte das Jahr 2013 zu ihrem Themenjahr unter dem Motto: „Selbstbestimmt. Immer dabei.“ Im Kontext dieses Jahres ließ sie eine Expertise mit dem Titel „Zugang zum allgemeinen Arbeitsmarkt für Menschen mit Behinderungen“ anfertigen und veröffentlichen. Anlass für diese Studie war das von der Antidiskriminierungsstelle festgestellte Problem, dass „[d]ie Beschäftigungssituation schwerbehinderter Arbeitnehmer_innen“ sich bis 2013 „trotz guter rechtlicher Rahmenbedingungen, umfangreicher und differenzierter Hilfen sowie nationaler und europaweiter Initiativen und Förderprogramme insgesamt nur unwesentlich verbessert“ habe.
Schwerpunkte der Studie sind
- die Suche nach strukturellen und verfahrensbedingten Barrieren und Chancen beim Zugang zum und Verbleib von Menschen mit Behinderungen auf dem Arbeitsmarkt,
- die Suche nach mentalen Barrieren, d. h. sozialpsychologischen Erklärungsmustern für Vorurteile, Stigmatisierung und Diskriminierung behinderter und chronisch kranker Menschen und
- Vorschläge zur Beseitigung erkannter Barrieren.

Konkret bemängeln die Autoren, dass „vor allem in der WfbM, aber auch in Unternehmen […] oft eine Fürsorgeperspektive auf Behinderungen“ dominiere, dass sich also das Prinzip der Personenzentrierung noch nicht durchgesetzt habe und dass es „[f]ür Menschen mit einer geistigen Behinderung […] nicht nur an geeigneten Arbeitsplätzen“ fehle; es werde vielmehr „auch selten nach geeigneten Tätigkeitsfeldern gesucht, weil diese Personengruppe in den WfbMs verortet wird“, wo sie angeblich „gut aufgehoben“ sei.

### Kritik an Reformansätzen
Die oben zitierte Bewertung des Deutschen Caritasverbandes, wonach die Aussage in Art. 27 der UN-Behindertenrechtskonvention „bemerkenswert“ sei, dass der Artikel „das gleiche Recht von Menschen mit Behinderungen auf Arbeit“ gebiete, kann als vorsichtige Kritik an der „Übergriffigkeit“ der UN interpretiert werden. Denn für Menschen ohne Behinderung gebe es, so der Caritasverband, in Deutschland zwar einen Anspruch auf Transferleistungen und umfassende Unterstützung, wenn sie auf dem Arbeitsmarkt keinen Arbeitsplatz finden – aber keine Garantie für die Teilhabe am Arbeitsleben. Dass das Recht auf Teilhabe am Arbeitsleben etwas Besonders sei, das nur Menschen mit Behinderung garantiert werde, wird auch durch einen Reformvorschlag der „BAG-WfbM“ vom September 2022 deutlich, dem die Bundesarbeitsgemeinschaft den Titel „Arbeitnehmerstatus mit Teilhabeanspruch“ gab.

Hintergrund der Anmerkung des Caritasverbandes ist die Tatsache, dass „die Väter und Mütter des Grundgesetzes“ 1949 bewusst darauf verzichtet haben, ein Recht auf Arbeit ins Grundgesetz aufzunehmen, da in dessen Grundrechtsteil nur einklagbare Rechte aufgenommen werden sollten. Ein einklagbares Recht des Einzelnen auf Arbeit sei aber mit den Grundlagen einer Marktwirtschaft nicht vereinbar. 

Auf den möglichen Vorwurf, Art. 27 der UN-Charta postuliere ein Recht auf Arbeit ausschließlich für Menschen mit Behinderung und dadurch sollten Menschen mit Behinderung unzulässig bevorzugt werden, würden Rechtsdogmatiker antworten, dass erstens Art. 3. Abs. 3 Satz 2 GG eine Bevorzugung von Menschen mit Behinderung nicht verbiete, dass es aber zweitens eine solche Bevorzugung nicht gebe, da per definitionem alle Sonderregelungen für Menschen mit Behinderung Nachteilsausgleiche darstellten. 

Bei dem impliziten Vorwurf der „Übergriffigkeit“ ist jedoch zu bedenken, dass der „Ausschuss für die Rechte von Menschen mit Behinderungen“ in seinen „Abschließenden Bemerkungen über den ersten Staatenbericht Deutschlands“ nicht generell Entscheidungen Betroffener für einen Verbleib in einer „segregierenden“ Einrichtung ignoriert. So heißt es z. B. in der Anmerkung 46b: „Der Ausschuss empfiehlt […], im Interesse der Inklusion das segregierte Schulwesen zurückzubauen, und empfiehlt, dass Regelschulen mit sofortiger Wirkung Kinder mit Behinderungen aufnehmen, sofern dies deren Willensentscheidung ist“.
Die „Caritas Behindertenhilfe und Psychiatrie e. V. (CBP)“ nahm am 14. November 2022 Stellung zu dem Referentenentwurf zum „Gesetz zur Förderung eines inklusiven Arbeitsmarkts“. Sie begrüßt, dass die Institution des Budgets für Arbeit als Mittel, sich aus der WfbM herauszuarbeiten, gestärkt werde, erinnert aber daran, „dass in der Praxis nur wenige Menschen mit Behinderung die Leistungen des Budgets für Arbeit in Anspruch nehmen.“ Liegt nämlich „dem Budgetnehmer ein konkretes Beschäftigungsangebot auf dem allgemeinen Arbeitsmarkt vor, kann er einen Antrag beim zuständigen Leistungsträger stellen. Die Angebote der Arbeitgeber sind aber bundesweit überschaubar. Die bisherige Praxis zeigt, dass die Angebote der Arbeitgeber ausbleiben und die Vermittlung der Arbeitsstellen nur unzureichend durch die Bundesagentur erfolgt, zumal für die Bewilligung von Leistungen der Träger der Eingliederungshilfe zuständig ist. Wenn es zu einem Arbeitsvertrag und damit zu einem Budget für Arbeit kommt, bleibt der Budgetnehmer dauerhaft voll erwerbsgemindert und daher „Rehabilitand“ im Sinne der Eingliederungshilfe. Dies bedeutet, dass er ein uneingeschränktes Rückkehrrecht in die WfbM besitzt. Dieses Rückkehrrecht kann sogar de facto zur Rückkehrpflicht werden. Denn die Budgetnehmer sind zwar in der gesetzlichen Rentenversicherung, der gesetzlichen Krankenversicherung und der sozialen Pflegeversicherung versicherungspflichtig, aber nicht in der gesetzlichen Arbeitslosenversicherung.“ Menschen mit Behinderung, die die Voraussetzungen für eine Werkstattbeschäftigung nach § 58 SGB IX erfüllen, haben trotz des Budgets für Arbeit weiterhin strukturell keinen Zugang zu Leistungen, die Menschen mit Behinderung im Status der Erwerbsfähigkeit nach §§ 49 ff SGB IX und nach §§ 112 ff, 88 bis 92 SGB III zustehen. Durch die fehlende Anknüpfung der Regelung des § 50 SGB IX (Leistungen an Arbeitgeber) zu den Regelungen nach §§ 60, 61 SGB IX werden Menschen mit Behinderung mit dem „Werkstattstatus“ laut der CBP strukturell benachteiligt. An den beschriebenen Zusammenhängen werde sich allein durch die neuen Bestimmungen des Gesetzesentwurfs der Ampelkoalition kaum etwas ändern.
Die Bundesvereinigung Lebenshilfe fordert in ihrer Stellungnahme zum neuen Gesetz der Ampelkoalition die Einführung einer besonderen Quote zur Beschäftigung von Menschen mit Behinderung, die aktuell vor allem in Werkstätten für behinderte Menschen (WfbM) beschäftigt sind, in die Regelungen über die Ausgleichsabgabe.
Im Oktober 2021 ging das Bundesministerium für Arbeit und Soziales in seinem Zwischenbericht Studie zu einem transparenten, nachhaltigen und zukunftsfähigen Entgeltsystem für Menschen mit Behinderungen in Werkstätten für behinderte Menschen und deren Perspektiven auf dem allgemeinen Arbeitsmarkt auf die Möglichkeit ein, dass von (einzelnen? vielen?) Beschäftigten in einer WfbM ein Verlassen der Einrichtung „nicht gewollt“ sei. Diese Möglichkeit sieht Art. 27 der UN-Konvention nicht vor, da für ihn die Tätigkeit auf dem ersten Arbeitsmarkt als „Normalfall“ erscheint. Die sich daraus entwickelnde Diskussion ähnelt der zu der Frage, ob es im Schulwesen sinnvoll und zulässig sei, Eltern betroffener Schulkinder die Entscheidung zu überlassen, ob ihr Kind in einer Regelschule oder in einer Förderschule beschult werden soll.

### Begriffsverwendung
Werkstätten für behinderte Menschen werden heute nur noch umgangssprachlich als Beschützende Werkstätten bezeichnet. Der Begriff enthalte, so Sprachkritiker, die starke Konnotation, dass Menschen mit Behinderung nicht in erster Linie Subjekte seien, die in einer von den Leitbildern der Inklusion und des mündigen Bürgers geprägten Gesellschaft möglichst selbstständig ihre Bedürfnisse befriedigen wollten, sondern Objekte, die einer paternalistischen Fürsorge bedürften.
Die inzwischen umgangssprachlichen Begriffe Werkstatt für Behinderte und Behindertenwerkstatt gelten als „politisch unkorrekt“, da durch die Substantivierung des Partizips „behindert“ die Behinderung als (einziges) Wesensmerkmal der von ihr Betroffenen erscheint.
Auch der Begriff Werkstatt für behinderte Menschen wird kritisiert, obwohl er ein Fachbegriff der Rechtssprache ist. Das Bezugswort „Mensch“ werde durch die Hintanstellung nicht genügend betont. „Menschen mit Behinderung“ sei eine akzeptablere Formulierung. Noch besser sei es, wenn das Wortfeld „behindert“ völlig gemieden werde. Stattdessen sollten die Formulierungen „Menschen mit wesentlichen Beeinträchtigungen“, „Menschen mit Beeinträchtigung“ oder „Menschen mit Lernschwierigkeiten“ benutzt werden. In den Reihen der Bewegung „Disability Pride“ wiederum gibt es Kritik an dieser Sichtweise. Nicht „People first!“, sondern „Identity first“ sei das Gebot der Stunde. „Stolze“ behinderte Menschen bekennen sich demnach zu ihrer Behinderung, die Teil ihrer Identität sei und sich nicht wie ein Accessoire ablegen lasse („Menschen mit Behinderung“ sind eben nicht von Fall zu Fall auch „Menschen ohne Behinderung“).
Eine von der Bundesanstalt für Arbeit als Werkstatt für behinderte Menschen anerkannte Einrichtung in Düsseldorf nennt sich Werkstatt für angepasste Arbeit.

## Galerie
Menschen mit Behinderung in einer Förderwerkstatt in Bayern:

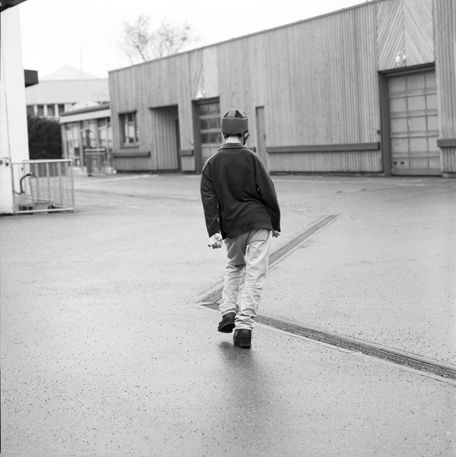
Weg zur Arbeit
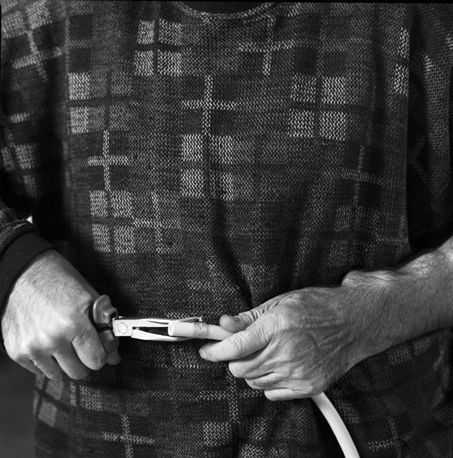
Teile werden zusammengesteckt
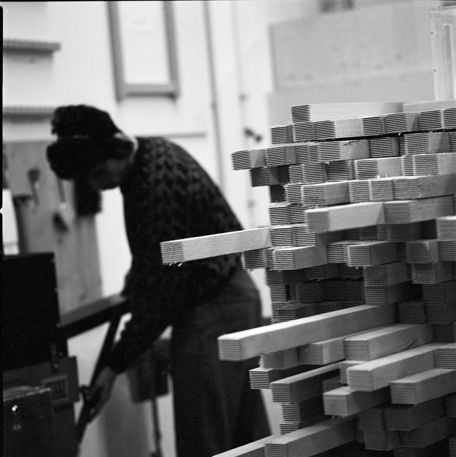
Schreinerei
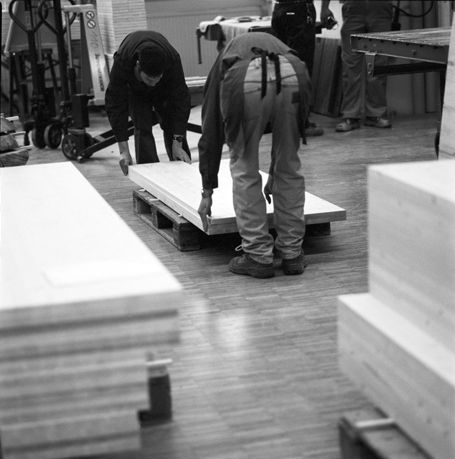
Platten werden gestapelt

## Internationale Situation
Die Behauptung des BeB, es gebe außerhalb Deutschlands keine Einrichtungen, die mit deutschen Werkstätten für behinderte Menschen vergleichbar wären, ist nach Feststellung des Österreichers Franz Wolfmayr sachlich falsch: Über drei Millionen Menschen mit Behinderungen arbeiteten in Europa in Sondereinrichtungen für Menschen mit Behinderungen, davon zehn Prozent in Deutschland. In anderen Ländern jedoch sei es üblich, Werkstattlöhne zu subventionieren. Wolfmayr äußerte auf einer Tagung Ende 2014, die (zu geringe) Entlohnung von in Werkstätten beschäftigten Menschen sei bislang ein z. B. auch von Gewerkschaften viel zu wenig berücksichtigtes Thema. Er hatte bereits 2012 auch gefordert, WfbM-Beschäftigten Arbeitnehmer-Rechte zu geben, mit ihnen einen Arbeitsvertrag zu vereinbaren und sie tariflich zu entlohnen. Unabhängig davon bewertet die EASPD deutsche Werkstätten als „für Personen mit hohem Unterstützungsbedarf bestens geeignet“ und sieht daher keinen Anlass, diese Einrichtungen abzuschaffen.
Die EU-Kommission kündigte 2010 in dem Arbeitspapier Europäische Strategie zugunsten von Menschen mit Behinderungen 2010–2020 an, die EU werde „die Frage der innerberuflichen Mobilität auf dem offenen Arbeitsmarkt und in geschützten Werkstätten aufgreifen“, und teilte mit, dass sie beabsichtige, „gegen die Sozialleistungsabhängigkeit von Menschen mit Behinderungen vorzugehen, die sie davon abhalten, in den Arbeitsmarkt einzutreten“.

### Österreich
Auch in Österreich wird gesetzlich zwischen „Erwerbsfähigen“ und „Nicht-Erwerbsfähigen“ unterschieden, wobei Letztere aus dem allgemeinen Arbeitsmarkt ausgegliedert werden. Der EASPD-Vorsitzende Wolfmayr hat mit dem von ihm geleiteten Projekt „Chance B“ in der östlichen Steiermark versucht, dieses System zu unterlaufen. Dies begründete er damit, dass diese Regelung – seiner Meinung nach – der UN-Konvention widerspräche. Da Nicht-Erwerbsfähige kein gleichberechtigtes Leben führen könnten und auch nicht in die gesetzliche Unfall- und Krankenversicherung aufgenommen werden und keine Rentenansprüche erwerben. Ihr Entgelt liege deshalb auf Taschengeldniveau von teilweise unter zehn Euro. Um einen solchen beschämenden Status zu vermeiden, hätte man von Beginn an möglichst viele Menschen als erwerbsfähig definiert und sie mit allen uns zur Verfügung stehenden Mitteln in den Arbeitsmarkt gebracht. Vom Rechnungshof des Landes Steiermark wurde Wolfmayr vorgehalten, er maximiere mit seinen Innovationen Kosten.
In Österreich arbeiteten 2020 rund 27.000 Menschen in Werkstätten bzw. beschäftigungstherapeutischen Einrichtungen der Behindertenhilfe, ohne jedoch eine sozialversicherungsrechtliche Absicherung zu haben oder eine Entlohnung dafür zu erhalten. Im November 2020 bescheinigte die Monitoring-Stelle UN-Behindertenrechtskonvention dem Staat Österreich „ein problematisches Verständnis internationaler menschenrechtlicher Verpflichtungen. Internationale Menschenrechtsverpflichtungen werden tendenziell eher als „Kann-Bestimmungen“ oder gar als Luxus wahrgenommen. […] Vor allem der menschenrechtsbasierte Ansatz der UN-BRK ist noch nicht hinreichend in der österreichischen Realität angekommen. Vielmehr beherrscht der Wohltätigkeitsgedanke die gesamte Thematik. Ebenso wenig hat das soziale Modell von Behinderung bisher tiefgreifend und flächendeckend Einzug in die (Behinderten-)Gesetzgebung und -Politik gefunden. […] Paternalismus stellt nach wie vor eine große Hürde für Menschen mit Behinderungen in Österreich dar. […] Trotz punktuell wahrnehmbarer Verbesserungen […] wird Expertise in eigener Sache über weite Strecken noch nicht hinreichend anerkannt. Nach wie vor wird vielfach für oder über Menschen mit Behinderungen gesprochen, ohne sie selbst zu Wort kommen zu lassen. […] Disability Mainstreaming ist in der österreichischen Verwaltung und Politik noch nicht angekommen.“ Am 23. August 2023 gab die „Österreichische Monitoring-Stelle UN-Behindertenrechtskonvention“ in englischer Sprache Abschlussbemerkungen zur Lage der Menschen mit Behinderung in Österreich heraus.

### Schweiz
In der Schweiz betreuen die Mitglieder des Verbandes „INSOS“ („Institutions sociales suisses pour personnes handicapées / Soziale Institutionen für Menschen mit Behinderung Schweiz“) in 300 Werkstätten ca. 25.000 Menschen mit Behinderung. Die Existenz derartiger „beschützender Werkstätten“ wird damit begründet, dass nicht alle Menschen „- insbesondere auf Grund ihrer beschränkten Einsatzmöglichkeiten im offenen Arbeitsmarkt der Schweiz Aufnahme finden (können)“. Ähnlich wie in Deutschland gibt es auch in der Schweiz Tagesstätten, in denen besonders schwer behinderten Menschen tagesstrukturierende Maßnahmen angeboten werden.

### Polen
Werkstätten für Menschen mit Behinderung gibt es in Polen seit den frühen 1980er Jahren. Sie unterscheiden sich von deutschen Einrichtungen in erster Linie in ihrer Größe. Traditionell finden nur um die 20 bis 30 Menschen mit Behinderung in einer Werkstatt Beschäftigung. Im polnischen Werkstättengesetz, das im August 2012 in Kraft trat, ist keine Mindestgröße für Werkstätten festgelegt.
2012 gab es in Polen 67 WfbM. Am 14. und 15. November 2012 wurde der nationale Verband der polnischen Werkstätten („ZPZAZ“, auf Deutsch: „Nationale Vereinigung der Arbeitgeber für Beschäftigung und weitere soziale Dienste“) gegründet.
Auch den Staat Polen kritisierte der Fachausschuss für die Rechte von Menschen mit Behinderungen der UN, und zwar dafür, dass er Behindertenwerkstätten fördere.

### Frankreich
In Frankreich gibt es im Wesentlichen zwei unterschiedliche Formen von Behindertenwerkstätten:
Leistungsstärkere Personen werden in «Entreprises Adaptées (EA)» beschäftigt, in denen der gesetzliche Mindestlohn gezahlt wird und die Personen als Arbeitnehmer eingestuft sind. Diese Betriebe werden von Verbänden verwaltet und fallen in den Zuständigkeitsbereich des Arbeitsministeriums unter Beachtung des allgemeingültigen französischen Arbeitsgesetzbuches («Code du Travail»).
Für leistungsschwächere Personen mit einem Leistungsvermögen unter 30 Prozent gibt es die «Etablissements et services d’aide par le travail (ESAT)», früher «Centres d’aide par le travail (CAT)» genannt. Dort genießen Arbeitnehmer sozialen Schutz. Für sie ist das Arbeitsministerium nicht zuständig, und daher fallen sie auch nicht unter das Arbeitsrecht.
Es gibt in Frankreich weitaus mehr «ESATs» als «EAs». Beide Einrichtungen beschäftigen den Personenkreis, der in deutschen WfbM beschäftigt wird. Sie erhalten, wie in Deutschland, pro behindertem Beschäftigten eine staatliche Vergütung. Art. L 344 des «Code de l’action sociale et des familles» schreibt dazu Folgendes: „Zentren für Hilfe durch Arbeit – mit oder ohne Wohnheim – nehmen Jugendliche und Erwachsene auf, die momentan oder dauerhaft weder in gewöhnlichen Unternehmen oder an einem für Behinderte geschützten Arbeitsplatz oder im Auftrag eines Verteilungszentrums für Heimarbeit arbeiten können, noch eine unabhängige berufliche Tätigkeit ausüben können. Sie bieten ihnen verschiedene Möglichkeiten beruflicher Tätigkeiten, Unterstützung in medizinisch-sozialer Hinsicht und bei der Bildung sowie ein Lebensumfeld, das ihre persönliche Entwicklung und ihre soziale Integration fördert.“
Am 4. Oktober 2021 gab das „Committee on the Rights of Persons with Disabilities“ in englischer Sprache „Concluding observations on the initial report of France“ heraus.

### Großbritannien
Zwar trat das Vereinigte Königreich 2009 der UN-Behindertenrechtskonvention bei. Jedoch sei, so Caroline Gooding in einem Überblick über den Stand der Umsetzung der Konvention in den G 20-Staaten im Auftrag der Konrad-Adenauer-Stiftung, um 2010 die Stimmung im Land für die Umsetzung von deren Inhalten wenig förderlich gewesen. So habe u. a. die Zeitung The Express 2011 Stimmung gegen Zahlungen an Menschen mit Behinderung gemacht: „Mindestens eine halbe Million Menschen, die Leistungen erhielten, wurden als arbeitsfähig entlarvt, nachdem die Regierung bei Sozialschmarotzern hart durchgriff und sie medizinischen Tests unterzog. Und weitere 428.000 haben freiwillig aufgehört, ihre Ansprüche geltend zu machen, bevor sie diese Bewertungen zu Ende führten – zusammen etwa 887.000. Die erstaunlichen Zahlen, die das Department for Work and pensions gestern bekanntgab, legen nahe, dass jedes Jahr mehr als vier Milliarden Pfund an Steuergeldern fälschlicherweise an arbeitsscheue Schmarotzer, die ernsthafte Behinderungen vortäuschen, ausgezahlt werden.“
Die letzte Werkstatt für Menschen mit Behinderung in Großbritannien wurde 2013 geschlossen. Menschen mit Behinderung sollen auf dem allgemeinen Arbeitsmarkt ihren Platz finden, allerdings im Fall des Misslingens ihrer Versuche, dort Beschäftigung zu finden, als Arbeitslose. Die Bundesarbeitsgemeinschaft Werkstätten für behinderte Menschen e. V. weist allerdings darauf hin, dass die geschlossenen Einrichtungen eher mit Inklusionsbetrieben in Deutschland vergleichbar gewesen seien. Das Recht auf Teilhabe am Arbeitsleben sei in Großbritannien für Personen mit einem hohen Unterstützungsbedarf zu keinem Zeitpunkt in der Vergangenheit in die Praxis umgesetzt worden.